# Liste von Persönlichkeiten der Stadt Kiel
Dies ist eine Liste von Persönlichkeiten der Stadt Kiel. Die Liste erhebt keinen Anspruch auf Vollständigkeit.

## Söhne und Töchter der Stadt
Folgende Persönlichkeiten sind in Kiel geboren. Die Auflistung erfolgt chronologisch nach Geburtsjahr. Ob sie ihren späteren Wirkungskreis in der Stadt hatten oder nicht, ist dabei unerheblich.

### 16. Jahrhundert

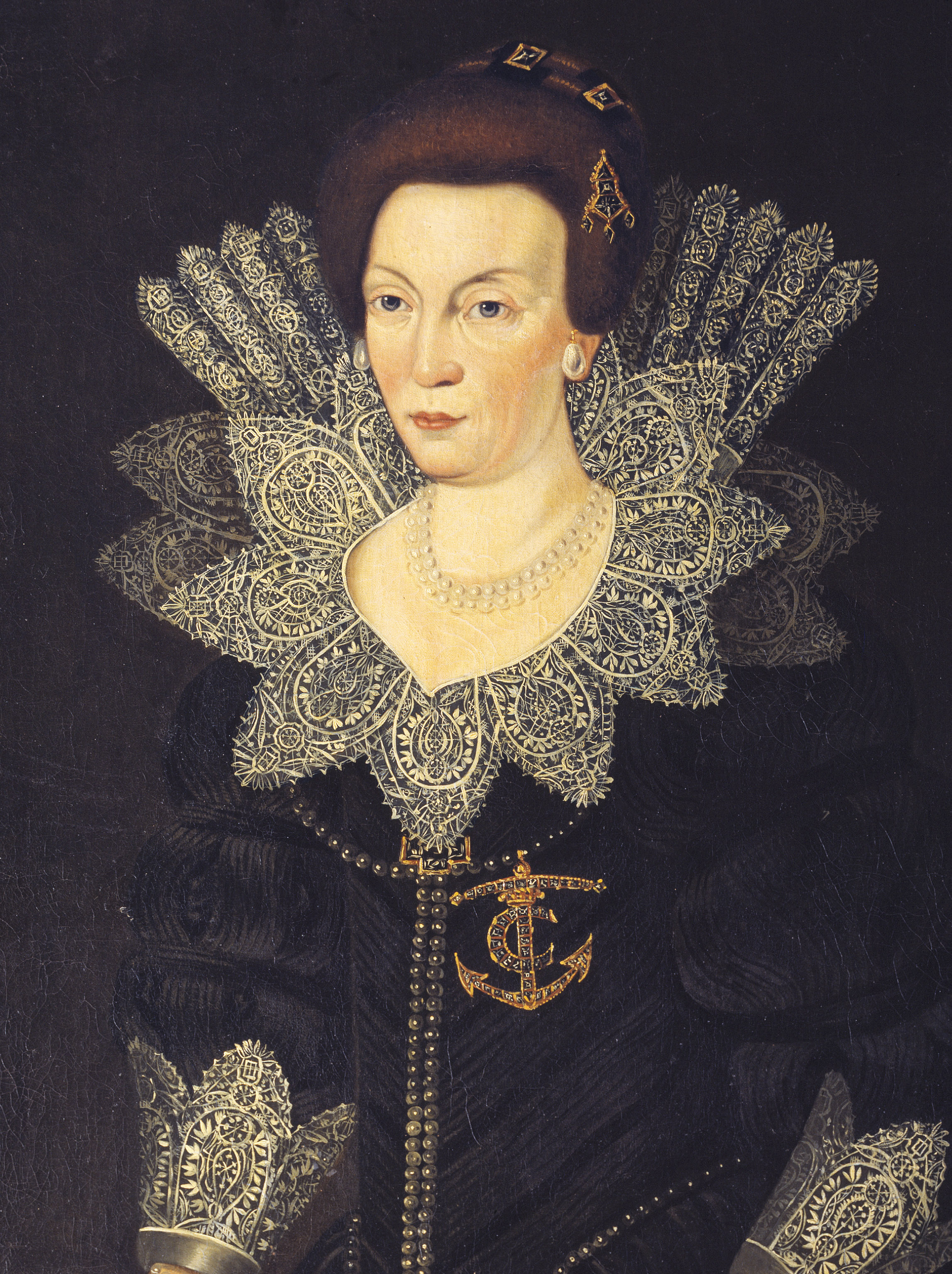
Christine von Schleswig-Holstein-Gottorf (um 1610)

- Georg von Lengerke (1569–1645), Ratsherr der Hansestadt Lübeck
- Joachim Blüting (1572–nach 1643), Hofgerichtsadvokat und Erläuterer des Jütschen Lowbuches
- Christine von Schleswig-Holstein-Gottorf (1573–1625), schwedische Königin

### 17. Jahrhundert
- Heinrich Schaevius (1624–1661), Gymnasiallehrer und Dichter
- Trinke Preetzen († 1676), Opfer der Hexenverfolgungen in Kiel
- Matthias Wasmuth (1625–1688), Orientalist und lutherischer Theologe
- Anna Pogwisch (1634–1722), Adlige und Mäzenin
- Heinrich Günther von Baudissin (1636–1673), Amtmann von Gottorp und herzoglicher Hofmarschall
- Salomon Braun (1639–1675), Mediziner, markgräflicher Leibarzt
- Friedrich von Reventlow (1649–1728), Geheimer Etats- und Landrat
- Bernhard von Clausenheim (1650–1710), Verwaltungsjurist und Domherr
- Johann von Clausenheim (1653–1720), Hochschullehrer und Finanzpolitiker
- Hildebrand von Horn (1655–1686), Diplomat
- Friedrich Gramm (1667–1710), lutherischer Theologe
- Heinrich von Reventlow (1678–1732), Kaiserlicher Hofrat
- Christoph Martin Burchard (1680–1742), Mediziner und Hochschullehrer in Kiel und Rostock
- Peter Friedrich Arpe (1682–1740), Jurist
- Johann Peter Kohl (1698–1778), Theologe und Polyhistor

### 18. Jahrhundert

Zar Peter III. mit seiner Familie

- Johann Christian Förster (1705–nach 1762), Architekt, Bauinspektor und Offizier
- Christian Kortholt der Jüngere (1709–1751), lutherischer Theologe
- Otto Christian von Lohenschiold (1720–1761), Hochschullehrer
- Peter III. (1728–1762), Zar von Russland
- Konrad Christiani (1732–1795), Ratsapotheker und Senator
- Gustav Christian Hartmann (1738–1798), Jurist
- Henriette Friederica Elend (1741–1808), später von Ellendsheim,  Gründerin der Wohlfahrtseinrichtung Kieler Stadtkloster
- Georg Wilhelm Pfingsten (1746–1827), Taubstummenlehrer
- Johann Adolf Nasser (1753–1828), evangelischer Theologe, Professor für Philosophie, Literatur, Archäologie und Kunst
- Heinrich Wilhelm Danzmann (1759–1843), Mediziner, Stadtphysicus in Lübeck und erster Badearzt in Travemünde
- Gerhard Wilhelm Amandus Lempelius (1761–1846), evangelischer Geistlicher und Schriftsteller
- Karl Friedrich von Sievers (1761–1823), dänischer Beamter und Vizepräsident des livländischen Oberlandesgerichts
- Friedrich Alexander zu Solms-Hohensolms-Lich (1763–1830), preußischer Generalmajor
- Claudius Ditlev Fritzsch (1765–1841), Maler
- Hans Friedrich Nissen (1767–1848), lutherischer Geistlicher und Propst in Segeberg
- Just Friedrich von Seelhorst (1770–1857), Hofmarschall in Ballenstedt
- Georg von Sievers (1774–1843), russischer General
- Albrecht Heinrich Matthias Kochen (1776–1847), evangelischer Theologe und Geistlicher
- Johann Ludwig Lund (1777–1867), Maler
- Friedrich Theodor Wiese (1788–1858), Richter und Politiker
- Johann Christian Hasse (1779–1830), Rechtsgelehrter
- Friedrich Weber (1781–1823), Mediziner, Philosoph und Botaniker
- Franz Hermann Hegewisch (1783–1865), Arzt, Übersetzer und liberaler Politiker
- Siegfried Detlev Bendixen (1786–1864), Maler und Grafiker
- Hans Detlef Friedrich Asschenfeldt (1787–1856), Verlagsbuchhändler und Parlamentarier
- Christoph Karl Julius Asschenfeldt (1792–1856), Kirchenlieddichter
- August Daniel von Binzer (1793–1868), Dichter, Journalist und Urburschenschafter
- Heinrich Moritz Gaede (1796–1834), Zoologe und Botaniker
- Johann Schweffel III. (1796–1865), Unternehmer und Politiker
- Kaspar von Buchwaldt (1797–1875), holsteinischer Rittergutsbesitzer und dänischer Verwaltungs- und Hofbeamter
- Johann Friedrich Ludwig Wöhlert (1797–1877), preußischer Gießereifabrikant und Konstrukteur in den Bereichen Dampfmaschinen und Lokomotiven
- Karl von Moltke (1798–1866), schleswig-holsteinischer Politiker in dänischen Diensten
- Anton Spetzler (1799–1852), Architekt und Baubeamter

### 19. Jahrhundert

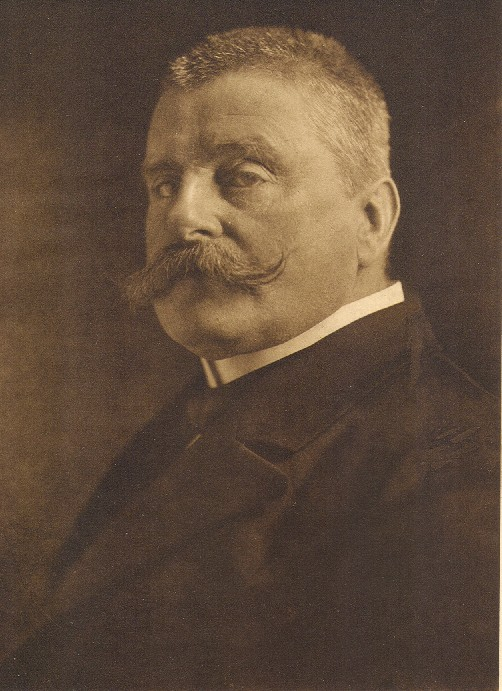
Detlev von Liliencron, Schriftsteller, Lyriker, Bühnenautor

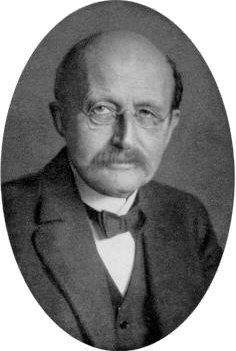
Max Planck, Physiker

- Heinrich Buntzen (1803–1892), Maler
- Harald Ackermann (1810–1873), Mediziner
- Friedrich Wilhelm Hermann Delffs (1812–1894), Chemiker
- Ferdinand Weber (1812–1860), Mediziner, Hochschullehrer und Schriftsteller
- Ernst Hansen (1813–1864), Theaterschauspieler und -regisseur
- Henri Lehmann (1814–1882), Maler des Klassizismus
- Georg Weber (1816–1891), Arzt und Vertreter der deutschen Arbeiterbewegung
- Friedrich Volbehr (1819–1888), Historiker und Zeitungsredakteur
- Lotte Hegewisch (1822–1903), Mäzenin und Gastgeberin eines einflussreichen Literarischen Salons
- Christian Gänge (1832–1909), Chemiker und Hochschullehrer in Jena
- Theodor Hansen (1837–1923), lutherischer Oberkirchenrat in Oldenburg
- Heinrich Christian Horn (1837–1899), Reeder in Schleswig
- Friedrich Hennings (1838–1922), Bauingenieur
- Otto Olshausen (1840–1922), Chemiker und Privatgelehrter
- Heinrich Radbruch (1841–1922), Kaufmann und Mitglied der Lübecker Bürgerschaft
- Heinrich Mau (1842–1916), Theologe
- Hans Reese (1843–1919), deutsch-Schweizer Architekt und parteiloser Politiker
- Hermann Graedener (1844–1929), deutsch-österreichischer Komponist
- Detlev von Liliencron (1844–1909), Lyriker, Prosa- und Bühnenautor
- Charlotte Valentiner (1848–?), Blumenmalerin
- Otto Diederichsen (1850–1925), Vizeadmiral der Kaiserlichen Marine
- Hermann von Ihering (1850–1930), Arzt, Zoologe und Paläontologe
- Hunold von Ahlefeld (1851–1919), Vizeadmiral
- Georg Hulbe (1851–1917), Buchbinder und Leder-Kunsthandwerker
- Heinrich Otto Lehmann (1852–1904), Rechtswissenschaftler, Rechtshistoriker und Hochschullehrer
- Erwin von Esmarch (1855–1915), Bakteriologe
- Kuno Francke (1855–1930), Germanist
- Otto Renard (1855–1943), Fotograf
- Friedrich Ferdinand von Schleswig-Holstein-Sonderburg-Glücksburg (1855–1934), Standesherr, General, Mitglied des Preußischen Herrenhauses
- Max Planck (1858–1947), Physiker und Begründer der Quantentheorie, Physik-Nobelpreisträger
- Eduard Schwartz (1858–1940), Klassischer Philologe und Hochschullehrer
- Rosa Krüger (1861–1936), Blumen- und Interieurmalerin
- Johannes Weiß (1863–1914), evangelischer Theologe und Hochschullehrer
- Elisabeth Krüger (1864–?), deutsche Blumen- und Porträtmalerin
- Geert Seelig (1864–1934), Jurist und Autor
- Eugenie Dillmann (1865–1940), Malerin und Graphikerin
- Ottomar Enking (1867–1945), Schriftsteller und Professor
- Karl Thiessen (1867–1945), Komponist, Pianist und Musikschriftsteller
- Anton Joachim Christian Bruhn (1868–1928), Zimmermann und Fotograf
- Otto Vollbehr (1869–1946), Chemiker, Erfinder, Antiquar
- George Eyser (1870–1919), Olympiasieger
- Emma Müllenhoff (1871–1944), Schriftstellerin
- Carl Georg Ritter (1871–1965), Chirurg in Greifswald, Posen und Düsseldorf
- Heinrich Mißfeldt (1872–1945), Bildhauer
- Carl von Schirach (1873–1948), Theaterintendant
- Friedrich Mißfeldt (1874–1969), Landschafts- und Porträtmaler
- Hans von Müller (1875–1944), Literaturhistoriker, Privatgelehrter, Schriftsteller und Bibliothekar
- Rudolf von Spankeren (1875–1930), Verwaltungsjurist und Landrat
- Johann Theede (1876–1934), Architekt
- Eduard von Bendemann (1877–1959), Maler und Kunsthistoriker
- Friedrich Johannes Joachim Hoffmann (1880–1963), Wirtschaftswissenschaftler und Hochschullehrer
- Rudolf Bode (1881–1970), Pädagoge, Begründer der Ausdrucksgymnastik
- Theodor Riedel (1881–1916), Korvettenkapitän
- Johannes Adolph (1882–nach 1957), Ingenieur und Unternehmer
- Rudolf Ladenburg (1882–1952), Physiker
- Hedwig Josephi (1884–1969), Malerin
- Gisela Klingmüller (1884–1965), Malerin
- Erich Koellner (1884–1918), Offizier, Kapitänleutnant
- Hermann Stange (1884–1953), Dirigent
- Heinrich Niehuus (1885–unbekannt), Staatswissenschaftler und Politiker (DNVP)
- Otto Eggerstedt (1886–1933), Politiker (SPD), Reichstagsabgeordneter
- Elisabeth Franke (1886–1931), Schriftstellerin
- Ludwig Kath (1886–1953), Marinemaler
- Georg Krogmann (1886–1915), Fußballspieler
- Justin Steinfeld (1886–1970), Schriftsteller
- Waldemar Coste (1887–1948), Maler
- Heinrich Franke (1887–1966), Physiker
- Richard Hansen (1887–1976), Politiker und Parteifunktionär (SPD)
- Wolfgang von Tirpitz (1887–1968), Marineoffizier, Wirtschaftsfunktionär und Politologe
- Hans Aschenborn (1888–1931), Afrikamaler und Autor
- Hans Howaldt (1888–1970), U-Boot-Kommandant im Ersten Weltkrieg, Unternehmer und Hochseeregattasegler
- Werner Lange (1888–1955), Maler
- Max Prüß (1888–1962), Bauingenieur und Baudirektor
- Käte Frankenthal (1889–1976), Ärztin, Politikerin, Aktivistin gegen den Paragraphen 218
- Waldemar von Preußen (1889–1945), Offizier und Großgrundbesitzer
- Kurt Wittmer-Eigenbrodt (1889–1975), Landwirt und Politiker (DNVP, später CDU)
- Wilhelm Müller (1889–1965), Kommunalpolitiker, Oberbürgermeister von Delmenhorst und Wilhelmshaven
- Kurt Jagow (1890–1945), Archivar
- Karl Peter Röhl (1890–1975), Maler, Grafiker und Designer, Avantgardist am Bauhaus
- Paul Wenneker (1890–1979), Admiral im Zweiten Weltkrieg, Marineattache in Tokio
- Karl Alnor (1891–1940), nationalsozialistischer Geschichtsdidaktiker und Professor an der Hochschule für Lehrerbildung
- Karl Packroß (1891–1949), Marineingenieur und Vizeadmiral (Ing.)
- Heinrich Blunck (1891–1963), Maler und Lithograf
- Helmut Fahsel (1891–1983), römisch-katholischer Priester, NS-Gegner, Buchautor
- Sophie Lissitzky-Küppers (1891–1978), Kunsthistorikerin, Förderin der Avantgarde, Autorin und Kunstsammlerin
- Ernst Möller (1891–1916), Fußball-Nationalspieler
- Hans Reese (1891–1973), Fußball-Nationalspieler, Neurologe und Hochschullehrer
- Berthold Rodewald (1891–1966), Arzt, Präsident der Ärztekammer Schleswig-Holstein
- Paul Völckers (1891–1946), General der Infanterie im Zweiten Weltkrieg
- Lola Cornero (Künstlername von Helene Dorothea Catharina Rasmussen; 1892–1980), Stummfilmstar, Kabarettsängerin und Operettendiva
- Wilhelm Kuklinski (1892–1963), Politiker (SPD), Minister für Volksbildung und stellvertretender Ministerpräsident in Schleswig-Holstein
- Hans Petersen (1892–1967), Architekt
- Andreas Gayk (1893–1954), Politiker/Fraktionsvorstand (SPD) und Oberbürgermeister der Stadt Kiel
- Fritz Hähnsen (1892–1965), Jurist und Historiker
- Asta Brügelmann (1893–1969), deutsche Pazifistin und Frauenrechtlerin
- Hans Lubinus (1893–1973), Orthopäde und Regattasegler
- Albert Mähl (1893–1970), Schriftsteller und Journalist
- Ecka Possekel-Oelsner (1893–1962), Malerin
- Max Grotewahl (1894–1958), Offizier der Kriegsmarine, Polarforscher und Gründer des Archivs für Polarforschung in Kiel
- Hans-Adalbert von Maltzahn (1894–1934), Kulturjournalist
- Elisabeth Marten (1894–1966), Illustratorin
- Adolph Meyer (1894–1988), Maler
- Friedwald Louie Moeller (1894–1964), Offizier, Kirchenhistoriker und Genealoge
- Kurt Caesar Hoffmann (1895–1988), deutscher Marineoffizier, Schiffskommandant, zuletzt Vizeadmiral im Zweiten Weltkrieg
- Max Schmidt (1895–1955), Kommunalpolitiker (SPD), Stadtpräsident von Kiel
- Walter Weddigen (1895–1978), Professor für Rechts-, Wirtschafts- und Sozialwissenschaften
- Alfred Meusel (1896–1960), Soziologe und Historiker
- Sigismund von Preußen (1896–1978), Mitglied des Hauses Hohenzollern
- Ferdinand Hoff (1896–1988), Internist und Hochschullehrer
- Paul Heinrich Theodor Müller (1896–nach 1945), SS-Obersturmführer und Schutzhaftlagerführer im KZ Auschwitz
- Gustav Rassy (1896–?), Journalist und Schriftsteller
- Wilhelm Sievers (1896–1966), Politiker (NSDAP/CDU), Stadtpräsident von Kiel
- Irmgard Sörensen-Popitz (1896–1993), Designerin und Künstlerin
- Robert Wanke (1896–1962), Chirurg und Hochschullehrer in Kiel
- Bruno Diekmann (1897–1982), Politiker (SPD), MdB, 1949–1950 Ministerpräsident von Schleswig-Holstein
- Walter Denkert (1897–1982), Generalleutnant im Zweiten Weltkrieg
- Bodo Lafferentz (1897–1975), Funktionär der Organisation Kraft durch Freude
- Johann Georg Lohmann (1897–1975), Jurist, Diplomat und Politiker (FDP)
- Gertrud Wiebke Schröder (1897–1977), Bildhauerin und Kunstgewerblerin
- Bruno Bitter SJ (1898–1988), in Japan wirkender Jesuit
- Ernst von Studnitz (1898–1943), Konteradmiral
- Günther Brandt (1898–1973), Anthropologe und SS-Obersturmbannführer beim Sicherheitsdienst des Reichsführers SS
- Adolf Dresler (1898–1971), Medienwissenschaftler
- Edwin Erich Dwinger (1898–1981), Schriftsteller
- Felix Adolf Hoppe-Seyler (1898–1945), Physiologe und Hochschullehrer
- Patrick von Kalckreuth (1898–1970), Maler
- Peter Keler (1898–1982), Grafiker, Möbelgestalter und Architekt am Bauhaus
- Gerhard Mischke (1898–1987), Verwaltungsjurist und Regierungspräsident
- Carl Schultz (1898 – nach 1967), Tierarzt, Ministerialbeamter und Hochschullehrer
- Ernst Busch (1900–1980), Schauspieler (Brecht-Stücke), Sänger
- Franz Esser (1900–1982), Fußball-Nationalspieler
- Herbert Jensen (1900–1968), Architekt und Professor
- Walter Poller (1900–1975), Parteifunktionär (SPD) und Redakteur
- Manfred Roeder (1900–1971), Militärrichter zur Zeit des Nationalsozialismus
- Kurt Voß (1900–1978), Fußball-Nationalspieler

### 20. Jahrhundert

#### 1901–1925

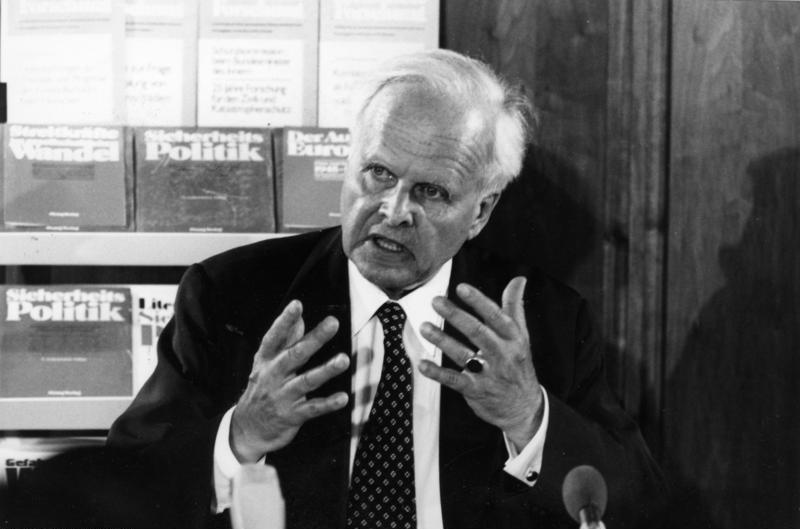
Carl Friedrich von Weizsäcker, 1963
(Foto: Bundesarchiv)

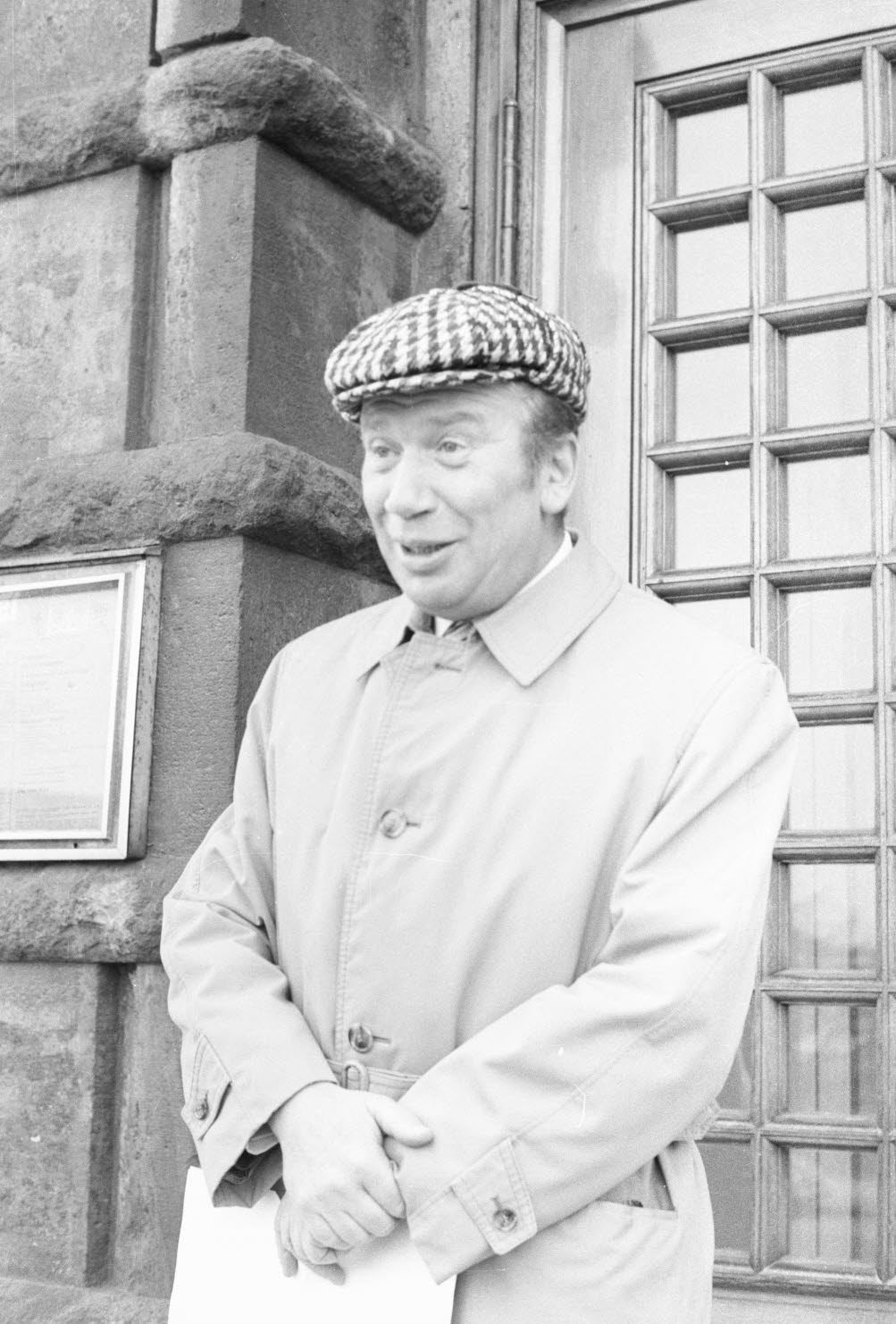
Der Schauspieler Heinz Reincke 1973 vor dem Opernhaus Kiel
(Foto: Stadtarchiv Kiel)

- Werner Blunck (1901–1988), Volkswirt und Politiker (FDP)
- Ludwig Doormann (1901–1992), Kirchenmusiker
- Oskar Epha (1901–1982), Kirchenjurist, Präsident des Landeskirchenamtes
- Heinz von Holleben (1901–1997), Oberst der Luftwaffe
- Willi Lausen (1901–1972), Politiker (SPD), Landtags- und Bundestagsabgeordneter
- Robert Rehan (1901–1988), Komponist, Geiger und Pianist
- Karl Schulz (1901–1971), Fußballspieler
- Günther Wiens (1901–1975), Ingenieur
- Karl-Eduard Wilke (1901–1990), Generalmajor
- Werner Abel (1902–1935), Journalist
- Heinrich Fink (1902–1981), Gewerkschafter und Politiker (KPD und DKP)
- Werner Koll (1902–1968), Arzt und Pharmakologe
- Ernst von Salomon (1902–1972), Schriftsteller, Drehbuchautor und Terrorist
- Hildegard Schaeder (1902–1984), Kirchenhistorikerin, Gerechte unter den Völkern
- Alfred Neuhaus (1903–1975), Geochemiker und Mineraloge
- Hans Söhnker (1903–1981), Schauspieler
- Erich Dethleffsen (1904–1980), Generalmajor der Wehrmacht, Abteilungsleiter im Bundesnachrichtendienst
- Wera Engels (1904–1988), Schauspielerin
- Adalbert Erler (1904–1992), Rechtshistoriker, Hochschullehrer
- Emil Frey (1904–1980), Jurist und Manager
- Walter Eduard Ferdinand Rössler (1904–1996), Bildhauer
- Max Steenbeck (1904–1981), Physiker
- Heinz Suhr (1904–1985), Schauspieler und Theaterleiter
- Edward Wegener (1904–1981), Konteradmiral der Bundeswehr
- Johannes Weyl (1904–1989), Journalist, Verleger und Zeitungsherausgeber
- Hans Bode (1905–1989), Chemiker und Hochschullehrer
- Theodor Christensen (1905–1988), SS-Sturmbannführer
- Richard Maatz (1905–1989), Chirurg
- Bernhard Minetti (1905–1998), Schauspieler
- Hertha Nehve (1905–?), Malerin
- Hermann Pörzgen (1905–1976), Journalist
- Reinhard Schaeder (1905–1980), Wirtschaftswissenschaftler
- Hans Dominik (1906–1980), Kapitän zur See
- Ursula Stahl-Schultze (1906–2001), Malerin, Kunsterzieherin und Werklehrerin
- Erich Benecke (1907–1955), deutscher Pathologe und Hochschullehrer (NSDAP)
- Helmut Lemke (1907–1990), Politiker (CDU), MdB, 1963–1971 Ministerpräsident von Schleswig-Holstein
- Rudolf Leptien (1907–1977), Maler, Bildhauer und Plastiker
- Helmut von Mantey (1907–nach 1965), Kapitän zur See
- Eckart Meyer (1907–1990), Phytopathologe, Ordinarius und Direktor am Institut für Pflanzenkrankheiten und Pflanzenschutz an der TH bzw. TU Hannover
- Hans-Hellmuth Qualen (1907–1993), Politiker (FDP, später parteilos); Finanzminister von Schleswig-Holstein (1963–1973)
- Karl Sell (1907–1982), Orthopäde
- Hedwig Sievert (1907–1980), Archivarin und Historikerin, Leiterin des Kieler Stadtarchivs
- Otto Wolff (1907–1991), kommiss. NSDAP-Gauwirtschaftsberater von Hamburg 1940–1945
- Hans-Kurt Claussen (1908–1977), Rechtsanwalt und Rechtshistoriker
- Gustav Forstmann (1908–1985), Kapitän zur See
- Albert Heinrich Kniest (1908–1984), Schachkomponist
- Herbert Max Schultz (1908–1997), Marineoffizier, Fregattenkapitän
- Hans Bernhard Jessen (1909–2007), Klassischer Archäologe
- Armin Jüngling (1909–1984), Mediziner und Autor
- Herbert Schultze (1909–1987), Marineoffizier, Kapitän zur See
- Harro Schulze-Boysen (1909–1942), Publizist, Offizier, Widerstandskämpfer, Informant des NKGB
- Albert Schumburg (1909–1967), Schwimmer und Wasserballspieler
- Fritz Westheider (1909–1999), Handballspieler
- Dietrich Allers (1910–1975), NS-Jurist
- Hans-Diedrich Cremer (1910–1995), Ernährungsphysiologe und Hochschullehrer
- Günther Lutz (1910–1946), Dozent für Philosophie, Nationalsozialist
- Gustav Meissner (1910–1995), Diplomat, Angestellter der Dienststelle Ribbentrop und Publizist
- Günther Möhlmann (1910–1984), Historiker und Archivar
- Günther Hoffmann (1911–1986), Autor und Intendant der Shakespeare-Festspiele in Essen
- Hermann Köster (1911–1978), Kommunalpolitiker (SPD), Stadtpräsident von Kiel
- Vera Möller (1911–1998), Schriftstellerin, Illustratorin und Golfsportlerin
- Frieda Otto (1911–1985), Bibliothekarin
- Bruno Siemers (1911–2006), Journalist und Diplomat
- Charlotte Walther-Wipplinger (1911–1992), österreichische Malerin
- Hans Bolewski (1912–2003), Erwachsenenbildner
- Jeane Flieser (1912–2007), Malerin und Illustratorin
- Lotti Huber (1912–1998), Schauspielerin
- Elisabeth von Janota-Bzowski (1912–2012), Briefmarkenkünstlerin
- Arnulf Kuschke (1912–1995), evangelischer Theologe und Biblischer Archäologe
- Helmut Lindemann (1912–1998), Jurist, Publizist, Übersetzer und Schriftsteller
- Theodor Penners (1912–1994), Historiker und Archivdirektor
- Christian Schulte (1912–1988), SS-Obersturmführer, persönlicher Adjutant Otto Raschs, des Kommandeurs der Einsatzgruppe C.
- Carl Friedrich von Weizsäcker (1912–2007), Physiker, Philosoph und Friedensforscher
- Richard Weyl (1912–1988), Geologe und Hochschullehrer
- Helmut Wirth (1912–1989), Musikwissenschaftler und Komponist
- Kurt Frey (1913–1993), Bildungspolitiker, Generalsekretär der Kultusministerkonferenz
- Kurt Heinrich Hansen (1913–1987), Orientalist, Schriftsteller und Übersetzer
- Hans-Joachim Herrmann (1913–2010), Jagdflieger im Zweiten Weltkrieg (Oberst), Rechtsanwalt
- Gerhard Jacobi (1913–1980), General
- Herti Kirchner (1913–1939), Schauspielerin und Schriftstellerin
- Hans Oldenburger (1913–1991), Maler und Grafiker
- Heinrich Wöhlk (1913–1991), Erfinder und Hersteller der Kontaktlinsen
- Anna Andersch-Marcus (1914–2005), Glasmalerin
- Friedrich Magnussen (1914–1987), Pressefotograf
- Herbert Nürnberg (1914–1995), Boxer, Europameister
- Hans-Werner Bartsch (1915–1983), evangelisch-lutherischer Pfarrer, Hochschullehrer für Theologie und Pädagogik und Friedensaktivist
- Hein Blomberg (1915–2001), Autor
- Joseph König (1915–1996), Historiker und Archivar, Direktor des Niedersächsischen Staatsarchivs Wolfenbüttel
- Paul Lorenzen (1915–1994), Philosoph, Wissenschaftstheoretiker, Mathematiker und Logiker
- Wilhelm Stelter (1915–2008), Generalarzt der Bundeswehr
- Helmut Gustav Franz Winkler (1915–1980), Mineraloge und Hochschullehrer
- Gerhard Haelbich (1916–?), Marineoffizier
- Ludwig Warnemünde (1916–2002), Leichtathlet
- Else Kähler (1917–2011), deutsch-schweizerische Theologin
- Heinz-Konrad Fenn (1918–2016), Flottillenadmiral der Bundesmarine, Militärmusiker, Komponist
- Anita Bärwirth (1918–1994), Kunstturnerin und Olympiasiegerin
- Illa Blaue (1919–2018), Malerin
- Eberhard Blum (1919–2003), 1982–1985 Präsident des Bundesnachrichtendienstes
- Herbert Podolske (1919–2003), Handballspieler
- Felix Anschütz (1920–2014), Internist, Kardiologe und Hochschullehrer
- Wolfram Claviez (1920–1996), Schiffbauingenieur und Maler
- Georg Hees (1920–2000), Übersetzer
- Friedrich-Wilhelm Krause (1920–2015), Rechtswissenschaftler und Hochschullehrer
- Karl Ernst Laage (1920–2017), Literaturwissenschaftler und Biograf
- Leonhard Langmann (1920–2001), Politiker (SPD)
- Berthold Löhr (1920–1984), Chirurg, Professor an der Christian-Albrechts-Universität
- Herbert Frost (1921–1998), Jurist, Kirchenrechtler und Hochschullehrer in Köln
- Heinrich Sauer (1920–1993), Internist
- Horst Borkowski (1921–2012), baptistischer Geistlicher
- Ruth Godbersen (1921–2006), Bildhauerin
- Hans Mau (1921–2012), Orthopäde und Professor in Tübingen
- Walter Niebuhr (1921–2008), Schriftsteller
- Georg-Wilhelm Rodewald (1921–1991), Herzchirurg in Eppendorf
- Hermann Wegener (1921–2003), Psychologe
- Hartwig Weidemann (1921–2009), Meteorologe und Ozeanograph
- Harald Wust (1921–2010), 1976–78 Generalinspekteur der Bundeswehr
- Jürgen Brandt (1922–2003), 1978–83 Generalinspekteur der Bundeswehr
- Heinrich Dahlinger (1922–2008), Handballspieler und Segler
- Herbert Rohwer (1922–2006), Handballspieler
- Kay Staack (1922–2007), 1980–1982 Generalarzt der Luftwaffe
- Jochen Steffen (1922–1987), Politiker, Landesvorsitzender der SPD, Kabarettist als Kuddl Schnööf
- Peter Wapnewski (1922  2012), Germanist, Gründungsrektor des Wissenschaftskolleg zu Berlin
- Heinz Busch (1923–2006), Schauspieler und niederdeutscher Autor
- Annelies Grund (* 1923), Schriftstellerin
- Erwin Hentschel (1923–2013), Brigadegeneral des Heeres der Bundeswehr
- Egon Mohr (1924–1980), Schauspieler
- Klaus-Jürgen Thäter (1925–2000), Konteradmiral
- Günter Nitzsche (1925–2019), Gebrauchsgrafiker
- Heinz Reincke (1925–2011), Schauspieler
- Tana Schanzara (1925–2008), Schauspielerin
- Hannelore Sievers, geb. Blohm (1925–1998), Politikerin (CDU), Mitglied des Landtags von Schleswig-Holstein
- Gert Specht (1925–2018), Chirurg in Harburg, Lübeck und Berlin

#### 1926–1950

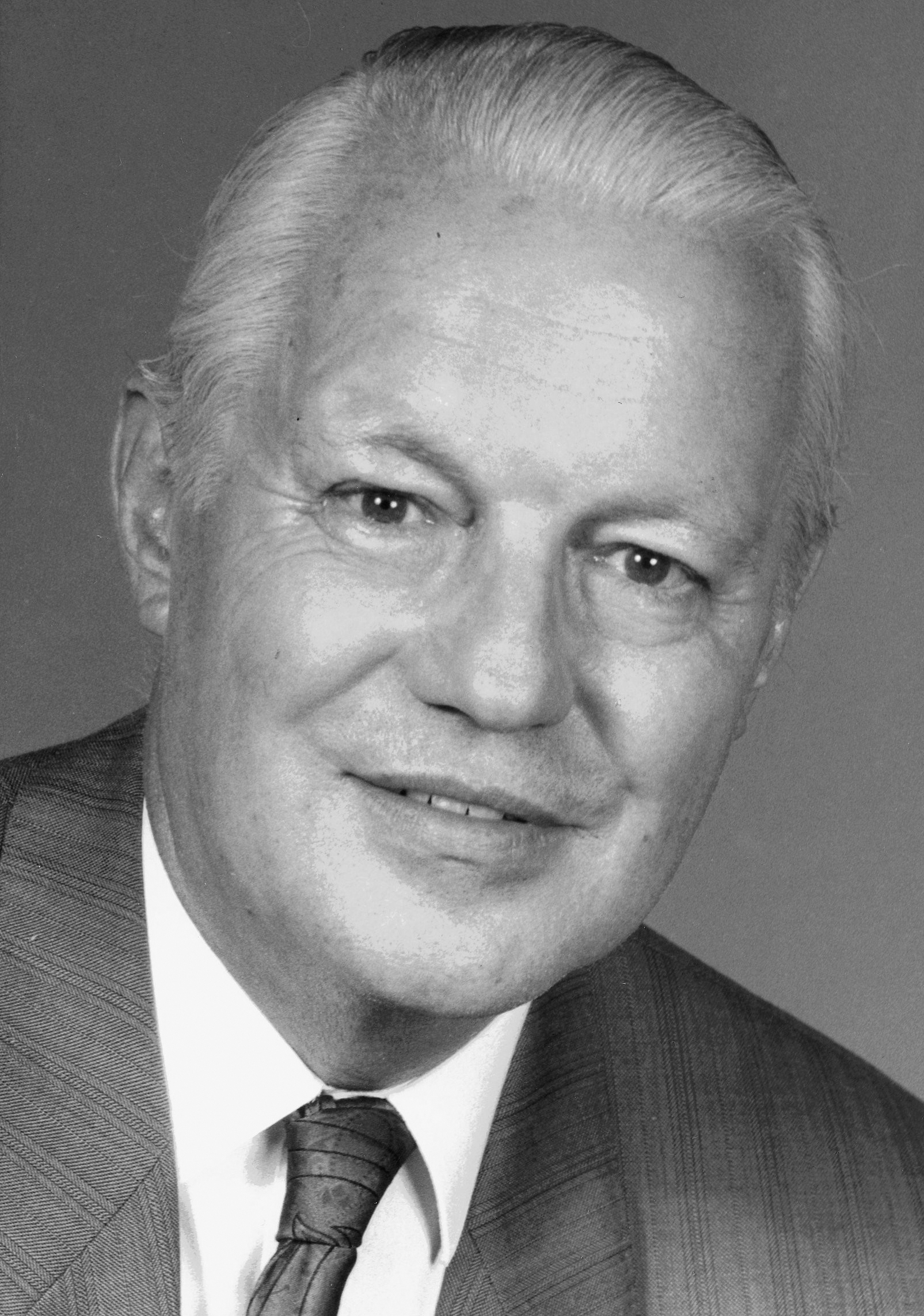
Gerhard Stoltenberg, Politiker

- Hermann von Coelln (1926–1998), Bibliothekar
- Elyakim Haetzni (1926–2022), israelischer Politiker
- Judith Malina (1926–2015), Schauspielerin und Mitbegründerin des Living Theatre
- Werner Martienssen (1926–2010), Physiker und Hochschullehrer
- Joachim Schweppe (1926–1999), Komponist und Kirchenmusiker
- Dieter Ehrhardt (1927–2021), Konteradmiral der Bundesmarine
- Ludwig Edward Fraenkel (1927–2019), britischer Mathematiker deutscher Herkunft
- Arnold Maury (1927–2018), Komponist
- Dietrich Rössler (1927–2021), Mediziner, Theologe und Hochschullehrer
- Karl-Heinz Vosgerau (1927–2021), Schauspieler
- Hermann Bruhn (* 1928), Brauereikaufmann und Schauspieler
- Hans R. Griem (1928–2019), deutsch-US-amerikanischer Physiker
- Erika Ising (1928–2019), Germanistin und Sprachwissenschaftlerin
- Oswalt Kolle (1928–2010), Journalist, Autor und Filmproduzent
- Hans Mohl (1928–1998), Fernsehjournalist und Moderator
- Ulric Neisser (1928–2012), Psychologe
- Hans Gerhard Ramler (1928–2021), DAG-Gewerkschafter und Politiker (SPD)
- Sigrid Roth (1928–2017), Schauspielerin und Schriftstellerin
- Dieter Schellong (1928–2018), evangelisch-reformierter Theologe
- Gerhard Stoltenberg (1928–2001), 1965–69 und 1982–92 Bundesminister, 1971–82 Ministerpräsident von Schleswig-Holstein
- Wilhelm Alfred Eckhardt (1929–2019), Archivar
- Ernst Günter Hansing (1929–2011), Maler, Graphiker und Schöpfer von Glasfenstern und Metallplastiken
- Helga von Kügelgen (1929–2013), Politikerin (CDU)
- Hans-Jürgen Lang (1929–2017), Bauingenieur
- Elisabeth von Ulmann (1929–2005), Schriftstellerin, Lyrikerin und Dichterin, schrieb in Hochdeutsch und Niederdeutsch
- Erich Hahn (1930–2025), marxistischer Philosoph, Mitglied des Zentralkomitees der SED
- Lukas Heller (1930–1988), deutsch-britischer Drehbuchautor
- Berndt Heydemann (1930–2017), Biologe, Umweltminister und Autor
- Gabriele Howaldt (* 1930), Kunsthistorikerin und Denkmalpflegerin
- Uwe Henrik Peters (1930–2023), Psychiater, Neurologe und Autor
- Adolf Stein (1931–2022), Segler
- Athanasius Wolff (1931–2013), Pater des katholischen Benediktinerordens
- Robert Knüppel (1931–2025), Lübecker Bürgermeister (CDU)
- Karl-Heinrich Buhse (* 1932), Landrat
- Rolf Heide (1932–2020), Innenarchitekt und Industriedesigner
- Ernst-Otto Riecken (* 1932), Internist und Hochschullehrer
- Eckart Cordes (* 1933), Buchhändler
- Peter Dade (* 1933), Brigadegeneral der Reserve und Leiter der Feldpost der Bundeswehr
- Hans Peter Ehlers (1933–2017), Fußballspieler und -trainer
- Jens Hacker (1933–2000), Politologe
- Magdala Christa Lewandowski (1933–1977), Ordensschwester und Missionarin
- Klaus Rehder (1933–2018), Vizeadmiral
- Peter Glüsing (1934–2011), Prähistoriker und Archäologe
- Sven Jenssen (1934–2022), Schlagersänger
- Siegfried Keil (1934–2018), evangelischer Theologe und Sozialethiker
- Detlef Krauß (1934–2010), Rechtswissenschaftler und Hochschullehrer
- Hauke Lange-Fuchs (1934–2019), Rechtsanwalt und Autor
- Gerd Bockwoldt (1935–2025), Religionspädagoge
- Dierk Henningsen (* 1935), Geologe und Hochschullehrer
- Raimer Jochims (* 1935), Maler, Philosoph und Kunstwissenschaftler
- Maria-Elisabeth Michel-Beyerle (* 1935), Chemikerin
- Hans Wilhelm Holm Schwarz (1935–2019), Archivar und Historiker
- Ernst-Peter Wieckenberg (* 1935), Germanist und Verlagslektor
- Karin Wittneben (1935–2016), Pflegewissenschaftlerin und Hochschullehrerin
- Uwe Bleyl (1936–2016), Pathologe
- Hans-Joachim Genge (* 1936), katholischer Theologe und Bibliothekar
- Klaus Hepp (* 1936), Schweizer theoretischer Physiker
- Hans Jörg Hofmann (1936–2010), deutsch-kanadischer Paläontologe
- Ulrich Huber (1936–2023), Rechtswissenschaftler und Hochschullehrer
- Hinrich John (* 1936), Leichtathlet und Olympiateilnehmer
- Günter Matthes (1936–2019), Politiker (Grüne), Landtagsabgeordneter in Niedersachsen (1985–86)
- Klaus Beuermann (* 1937), Astrophysiker und Astronom
- Heiko Braak (* 1937), Neuroanatom
- Peter Düsterdieck (1937–2013), Bibliothekar
- Werner Frotscher (1937–2023), Jurist
- Karin Graßhof (1937–2025), Juristin und Richterin des Bundesverfassungsgerichts
- Siegbert Keller (1937–2015), Architekt, Bauökonom  und  Hochschullehrer–
- Peter Märthesheimer (1937–2004), Drehbuchautor, Filmproduzent und Romanautor
- Ingwer Ernst Momsen (* 1937), Geograph, Historiker und Bibliothekar
- Susanne Schmidt-Knaebel (* 1937), Germanistin, Hochschullehrerin
- Karl-Heinz Zimmer (1937–2019), Politiker (CDU), Oberbürgermeister von Kiel
- Birgit Bergen (* 1938), Schauspielerin
- Kai Borsche (* 1938), Kameramann und Regisseur
- Dieter Bremer (1938–2023), Altphilologe und Hochschullehrer
- Gabriele Crusius (1938–2023), Historikerin und Bibliothekarin
- Wilfried Fischer (1938–2023), Dirigent, Musikpädagoge und Hochschullehrer
- Erhard Forndran (1938–2018), Politikwissenschaftler
- Antje Geerk (* 1938), Bühnen- und Filmschauspielerin
- Willi Hirdt (1938–2020), Romanist
- Lorenz Huber (* 1938), Brigadegeneral der Bundeswehr
- Norman Junge (1938–2022), Bildhauer und Illustrator von Bilderbüchern
- Jens Ruge (1938–2015), Jurist und Politiker (FDP)
- Karsten Wiebke (1938–2020), Tierarzt und Politiker (SPD)
- Ulrich Behl (1939–2021), Zeichner, Grafiker und Objektkünstler, Vertreter der Konkreten Kunst
- Eckart Ehlers (* 1939), evangelisch-lutherischer Pastor und niederdeutscher Autor
- Bernhard Gmelin (1939–2021), Violoncellist und Hochschullehrer
- Gunter Gross-Selbeck (* 1939), Neuropädiater und Epileptologe
- Arno Heller (* 1939), österreichischer Amerikanist und Hochschullehrer
- Wolfgang Kuhlmann (* 1939), Philosoph und Hochschullehrer
- Edith von Welser-Ude (* 1939), Politikerin, Fotografin, Autorin und Fernsehmoderatorin
- Klaus Wilms (* 1939), Mediziner und emeritierter Hochschullehrer
- Erdmut Bramke (1940–2002), Malerin
- Margit Carstensen (1940–2023), Schauspielerin
- Ulrich Elwert (1940–2022), Architekt und Hochschullehrer
- Michael Garleff (* 1940), Historiker
- Jürgen Harm (1940–2021), Fußballspieler
- Heinz Jacobsen (* 1940), Handballfunktionär
- Wolf Kahler (* 1940), Schauspieler
- Christiane Lesch (* 1940), Illustratorin und Malerin
- Silke Reyer (1940–2011), Kommunalpolitikerin (SPD), Stadtpräsidentin von Kiel
- Bernd Struck (* 1940), Physiker und Handballspieler
- Lothar Wilhelmy (* 1940), Unternehmer und Stifter
- Peter Finger (* 1941), Politiker, Mitglied des Berliner Abgeordnetenhauses
- Hans-Peter Krämer (* 1941), Wirtschaftsmanager, Sportfunktionär, Stiftungsratsvorsitzender der Stiftung Deutsche Krebshilfe
- Rainer Lagoni (1941–2024), Rechtswissenschaftler
- Bernd Malmström (* 1941), Manager
- Hans-Joachim Niemann (* 1941), Chemiker, Philosoph und Übersetzer
- Constans Seyfarth (* 1941), Soziologe und Hochschullehrer
- Klaas Bergmann (* 1942), Experimentalphysiker (Atomphysik)
- Sigurd Brieler (* 1942), Chirurg
- Rolf-Gunter Dienst (1942–2016), Maler, Grafiker, Kunstkritiker und Publizist
- Beatrice Hympendahl (* 1942), Modedesignerin
- Dieter Laser (1942–2020), Schauspieler
- Brigitte Schubert-Riese (1942–2019), Germanistin, Historikerin und Journalistin
- Wolfgang Schwark (* 1942), Pädagoge und Hochschullehrer
- Burkard Sievers (1942–2022), Wirtschafts- und Sozialwissenschaftler
- Harald Stein (* 1942), Pathologe, Hochschullehrer und Olympiateilnehmer im Segeln
- Adolf Gabriel (1943–2015), Handballspieler, Handballtrainer und Fußballfunktionär
- Regine Kress-Fricke (* 1943), Autorin
- Henning Kühnle (1943–2019), Arzt
- Manfred Lucas (* 1943), Politiker, Landrat und Abgeordneter im Landtag von Nordrhein-Westfalen
- Uwe Rathjen (1943–2019), Handballspieler
- Raffael Rheinsberg (1943–2016), Künstler (Bildende Kunst/Installationen)
- Bodo Maria (* 1943 als Bodo Schäfer), Sänger, Komponist und Liedertexter
- Frieder Otto Wolf (* 1943). Philosoph, Politikwissenschaftler, Politiker und Humanist
- Wolfgang Böhme (* 1944), Herpetologe, Museumsdirektor
- Holger Henze (* 1944), Gastwirt, Galeriebesitzer, Schauspieler und Comicautor
- Rüdiger Rabenstein (1944–2004), Wissenschaftler
- Tina Schwichtenberg (* 1944), Bildhauerin und Aktionskünstlerin.
- Marie-Luise Apostel (* 1945), Politikerin (SPD)
- Uwe Beyer (1945–1993), Leichtathlet
- Horst Reichenbach (* 1945), Wirtschaftswissenschaftler und EU-Beamter
- Wolfgang Sucharowski (* 1945), Fachdidaktiker
- Frank Geerk (1946–2008), Schriftsteller
- Christoph Jessen (* 1946), Diplomat, Botschafter der Bundesrepublik Deutschland
- Monika Schwalm (1946–2008), Politikerin (CDU), Mitglied des Landtags von Schleswig-Holstein
- Hans-Joachim Weller (* 1946), Fußballspieler und -trainer
- Horst Bredekamp (* 1947), Kunsthistoriker
- Roswitha Dierck (* 1947), Schauspielerin
- Wulf Kirschner (* 1947), Maler und Bildhauer
- Hans-Werner Tovar (* 1948), Rechtsanwalt und Notar, Kommunalpolitiker SPD, Stadtpräsident von Kiel
- Hannelore Conradsen (* 1948), Drehbuchautorin, Film- und Fernsehregisseurin
- Manfred Isemeyer (* 1948), Politologe, Publizist und Humanist
- Thomas Kluge (* 1948), Sozialwissenschaftler und Umweltforscher
- Konrad Lammers (1948–2019), Wirtschaftswissenschaftler, Hochschullehrer, Autor und Gutachter für die Europäische Kommission und den Deutschen Bundestag
- Egon Müller (* 1948), Motorsportler
- Peter Nißen (1948–2012), Politikwissenschaftler
- Dietmar Schöning (1948–2024), Landtagsabgeordneter
- Ute Stoltenberg (* 1948), Sozialwissenschaftlerin und Hochschullehrerin
- Peter-René Becker (* 1949), Biologe, Ethologe und Museumsdirektor
- Jörn Biel (* 1949), Manager, Politiker (CDU), Minister in Schleswig-Holstein
- Bernd Diepenhorst (* 1949), Generalmajor der Bundeswehr
- Dorothee Rocke (* 1949), Künstlerin, Malerin und Zeichnerin
- Michael Schilling (* 1949), Germanist, Professor an der Otto-von-Guericke-Universität Magdeburg
- Patrick Bacqueville (* 1950), Jazzmusiker
- Antje Jansen (* 1950), Politikerin (Die Grünen/PDS/Die Linke)
- Geert Mackenroth (* 1950), Politiker (CDU)
- Wolfgang Rohde (1950–2016), Schlagzeuger der „Toten Hosen“ („Wölli“)
- Holger Schück (1950–2009), Sportjournalist und Buchautor
- Hartwig Tarnowski (* 1950), Brigadegeneral der Bundeswehr

#### 1951–1975

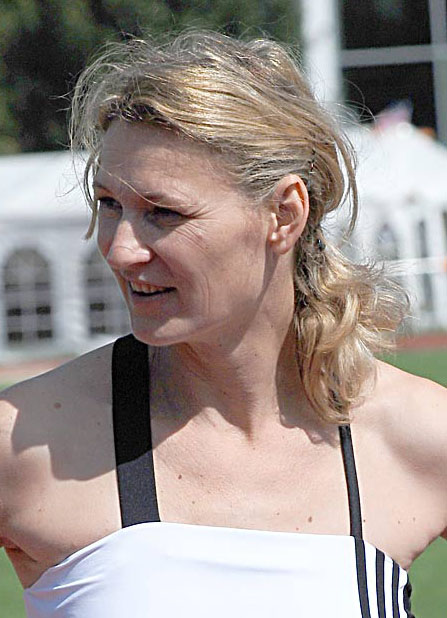
Heike Henkel, Hochsprung-Olympiasiegerin

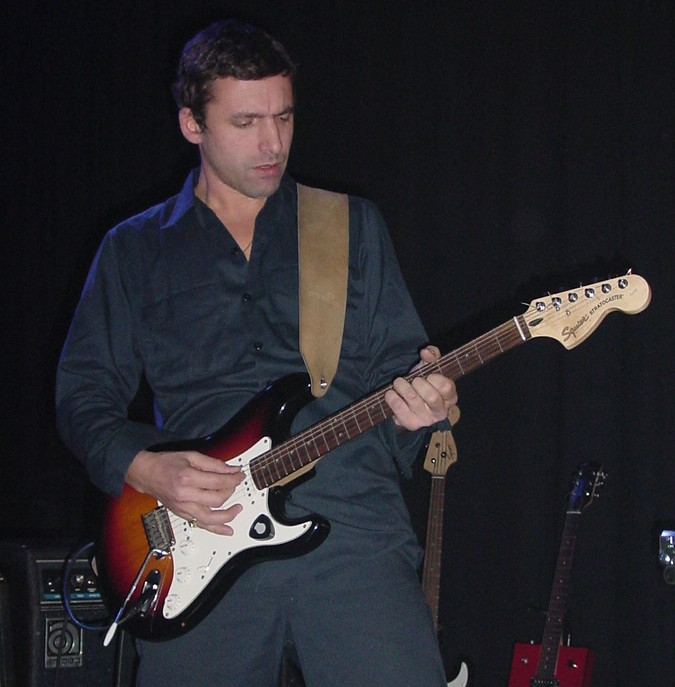
Rocko Schamoni Musiker, Schriftsteller und Schauspieler

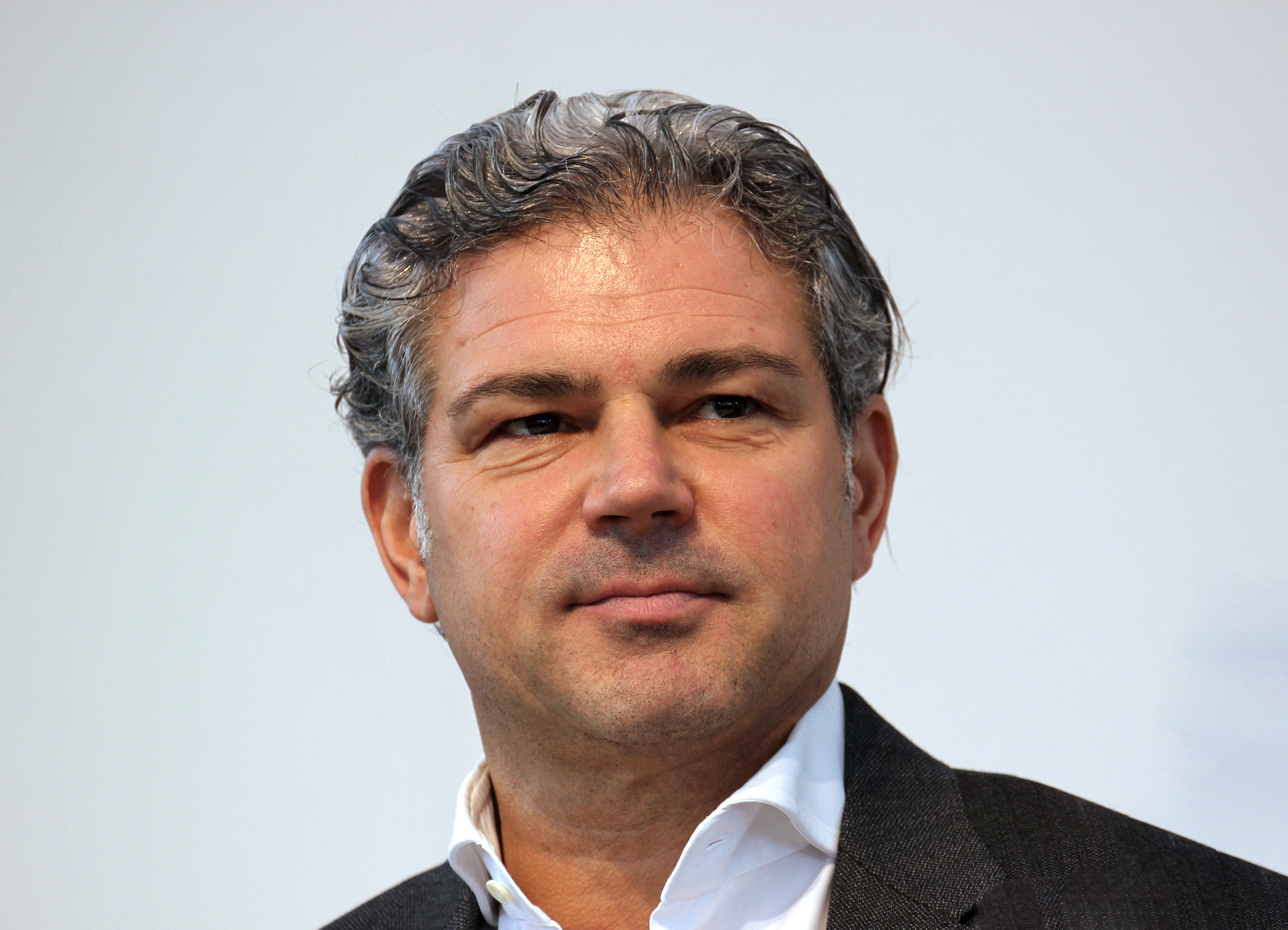
Michael Tsokos Rechtsmediziner und Autor

- Kai Sichtermann (* 1951), Bassist der Band „Ton Steine Scherben“
- Manfred Stahnke (* 1951), Komponist und Musikologe
- Kurt Geisler (* 1952), Schriftsteller
- Hans Peter Kuhn (* 1952), Klangkünstler und Komponist
- Hans Michael Piper (* 1952), Mediziner und Hochschullehrer
- Peter Funk (* 1953), General der Luftwaffe der Bundeswehr
- Eckhard Hübner (* 1953), Osteuropahistoriker und Bibliothekar
- Wilfried Lagler (* 1953), Historiker und Bibliothekar
- Uwe Albrecht (* 1954), Kunsthistoriker und Hochschullehrer
- Martin Sabrow (* 1954), Historiker
- Wiebke Siem (* 1954), Künstlerin
- Reiner Wehle (* 1954), Klarinettist, Autor und Professor an der Musikhochschule Lübeck
- Rainer Bock (* 1954), Schauspieler
- Bettina Hagedorn (* 1955), Politikerin (SPD), seit 2002 Mitglied des Deutschen Bundestags, von 2018 bis 2021 Parlamentarische Staatssekretärin beim Bundesminister der Finanzen
- Cornelia Conrad (* 1956), Politikerin, von 2009 bis 2012 Abgeordnete des Schleswig-Holsteinischen Landtags
- Rolf Friedrich Krause (* 1956), Diplomat, Generalkonsul in Marseille
- Dietrich Manzey (* 1956), Psychologe und Hochschullehrer
- Axel Milberg (* 1956), Schauspieler
- Wolfgang Stahl (1956–2020), Chemiker, Hochschullehrer für Molekülspektroskopie
- Frank Baudach (* 1957), Literaturwissenschaftler
- Angelika Beer (* 1957), Politikerin (Bündnis 90/Die Grünen, Piratenpartei), von 1987 bis 1990 und von 1994 bis 2002 Mitglied des Deutschen Bundestages, von 2004 bis 2009 Mitglied des Europäischen Parlaments
- Marion von Haaren (* 1957), Journalistin
- Joachim Hunger (1957–1990), Segler und Mediziner
- Doris König (* 1957), Rechtswissenschaftlerin und Richterin des Bundesverfassungsgerichts
- Dirk Meyer (* 1957), Ökonom und Hochschullehrer
- Jens Möller (* 1957), Psychologe und Hochschullehrer
- Matthias Scheuring (1957–2020), Schauspieler
- Leon Boden (1958–2020), Schauspieler, Regisseur und Synchronsprecher
- Joachim Brügge (* 1958), Musikwissenschaftler und Komponist
- Torsten Siegfried Haake-Brandt (* 1958), bildender Künstler, Musiker und Komponist
- Andreas Hoyer (* 1958), Jurist und Hochschullehrer
- Wolfram Knauer (* 1958), Musikwissenschaftler, Jazzforscher, und Direktor des Jazzinstitut Darmstadt
- Rainer Koch (* 1958), Jurist und Fußballfunktionär
- Bernhard Steffen (* 1958), Informatiker und Hochschullehrer
- Olaf Becker (* 1959), Volleyballspieler
- Andrea Bieger (* 1959), Turnerin
- Joachim Knuth (* 1959), Journalist und Hörfunkdirektor
- Tilman Krause (* 1959), Journalist und Literaturkritiker
- Roland Schmitz (* 1959), Jurist und Hochschullehrer
- Gerrit Walther (* 1959), Historiker und Hochschullehrer
- Wolfgang Buschmann (* 1960), Politiker, Landrat des Kreises Schleswig-Flensburg
- Switgard Feuerstein (* 1960), Ökonomin und Professorin an der Universität Heidelberg
- Thomas Grundmann (* 1960), Philosoph und Hochschullehrer
- Katharina Höcker (* 1960), Schriftstellerin
- Wolfgang Hunger (* 1960), Segler und Orthopäde
- Kay Metzger (* 1960), Regisseur und Intendant
- Olaf Rausch (* 1960), Chefinspizient am Deutschen Schauspielhaus in Hamburg
- Kay Scheller (* 1960), Jurist, Präsident des Bundesrechnungshofes
- Ilme Schlichting (* 1960), Biophysikerin
- Stefan Vieths (* 1960), Lebensmittelchemiker, Präsident des Paul-Ehrlich-Instituts
- Jan Büttner (* 1961), Journalist
- Arnulf von Scheliha (* 1961), Theologe und Professor für Systematische Theologie
- Thorsten Schmidt (* 1961), Verleger und Autor
- Sönke Siemon (* 1961), Diplomat
- Gabriele Sievers (* 1961), Bodybuilderin und vierfache Weltmeisterin
- Dietmar Bachmann (* 1962), Politiker, Mitglied des Landtags von Baden-Württemberg
- Martin Ehlers (* 1962), Jazzmusiker, Arzt
- Michael F. Feldkamp (* 1962), Historiker
- Andreas Köpke (* 1962), Fußballspieler (Fußballtorwart, Europameister und Welttorhüter 1996)
- Ute Mager (* 1962), Rechtswissenschaftlerin und Hochschullehrerin
- Rüdiger Möller (1962–2020), Staatssekretär im Wirtschaftsministerium des Landes Mecklenburg-Vorpommern
- Thomas Werner (* 1962), Kunsthistoriker, Stadtkonservator
- Frank Dahmke (* 1963), Handballspieler
- Gerrit Hohendorf (1963–2021), Psychiater und Medizinhistoriker
- Stefanie Babst (* 1964), NATO-Funktionärin und Publizistin
- Buggy Braune (* 1964), Jazzmusiker
- Stephan Conermann (* 1964), Islamwissenschaftler
- Ole Diehl (* 1964), Politikwissenschaftler, Diplomat, Vizepräsident des BND
- Friederike Föcking (* 1964), Politikerin, von 2008 bis 2011 und 2012 bis 2015 Mitglied der Hamburgischen Bürgerschaft
- Heike Henkel (* 1964), Leichtathletin (Hochsprung, Olympiasiegerin 1992)
- Marc Höpfner (* 1964), Schriftsteller
- Bernd Jeffré (* 1964), Handbiker
- Klaus Jessen (1964–2002), Kriminalschriftsteller
- Christoph Reinfandt (* 1964), Anglist und Hochschullehrer
- Hans Christian Röhl (* 1964), Jurist und Hochschullehrer
- Gudula Achterberg (* 1965), Politikerin (Bündnis 90/Die Grünen), seit 2022 Abgeordnete im Landtag von Baden-Württemberg
- Susanne Baus (1965–2013), Militärpfarrerin
- Olaf Francke (* 1965), Autor und Thelemit
- Marion Horn (* 1965), Journalistin
- Brigitta Schmidt-Lauber (* 1965), Ethnologin und Hochschullehrerin
- Corinna T. Sievers (* 1965), Schriftstellerin und Fachzahnärztin für Kieferorthopädie
- Christian Buck (* 1966), Diplomat
- Andreas Czerwinski (* 1966), deutscher Admiral
- Kai U. Jürgens (* 1966), Publizist
- Dirk von Petersdorff (* 1966), Literaturwissenschaftler und Schriftsteller
- Katrin Pollitt (* 1966), Schauspielerin
- Michael Rieneck (* 1966), Spieleautor
- Rocko Schamoni (* 1966; bürgerlich Tobias Albrecht), Musiker, Schriftsteller, Schauspieler und Clubbetreiber
- Tomma Abts (* 1967), Künstlerin
- Detlev Bork (* 1967), Klassischer und Flamenco-Gitarrist
- Stefan Bräse (* 1967), Chemiker
- Susanne Gaschke (* 1967), Politikerin (SPD) und Journalistin, von 2012 bis 2013 Oberbürgermeisterin von Kiel
- Jan Hecker (1967–2021), Jurist und Botschafter
- Martin Illert (* 1967), lutherischer Theologe
- Berend Isermann (* 1967), Mediziner und Hochschullehrer
- Peer Joechel (* 1967), Bobsportler und Weltmeister 1993
- Sven Murmann (* 1967), Verleger
- Jens Rassmus (* 1967), Kinderbuchautor, Zeichner und Illustrator
- Arne Rautenberg (* 1967), Schriftsteller
- Hanna Roose (* 1967), evangelische Theologin
- Jan Schmidt (* 1967), Physiker, Hochschullehrer
- André Simon (* 1967), Chirurg
- Michael Tsokos (* 1967), Rechtsmediziner, Leiter zweier Institute an der Charité und Autor
- Maren Brandenburger (* 1968), Politologin, Präsidentin des Verfassungsschutzes Niedersachsen
- Cora E. (* 1968), Rapperin
- Michael Schunck (* 1968), Politiker (SSW)
- Dirk Bahrenfuss (* 1969), Richter und Verwaltungsjurist
- Thorsten Ehrig (* 1969), Handballtorwart
- Nils Henkel (* 1969), Koch
- Lars Jessen (* 1969), Regisseur und Drehbuchautor
- Katja Kessler (* 1969), Journalistin
- Ralf Kuchler (* 1969), Admiral
- Hendrik Ochel (* 1969), Handballspieler
- Boris Dunsch (1970–2022), Klassischer Philologe, Autor und Hochschullehrer
- Jan P. Ehlers (* 1970), Tierarzt und Bildungsforscher, Hochschullehrer
- Detlef Jessen-Klingenberg (* 1970), Architekturhistoriker und Kommunikationsmanager
- Sven Nagel (* 1970), Comedian und Autor
- Jost Nickel (* 1970), Musiker
- Mathias Stein (* 1970), Politiker (SPD), Mitglied des Bundestages
- Marcus Baur (* 1971), Segelsportler
- Rasmus Hoffmann (* 1971), Soziologe
- Sebastian Nordmann (* 1971), Intendant
- Tarik Rose (* 1971), Koch, Fernsehkoch und Restaurantbesitzer
- Oliver G. Schmidt (* 1971), Physiker und Direktor des Leibniz-Institutes für Festkörper- und Werkstoffforschung
- René Schwall (* 1971), Regattasegler, Bronzemedaillen-Gewinner bei Olympia
- Malte Steinbrink (1971–2023), Geograph und Hochschullehrer
- Thomas Waldner (* 1971), Journalist und Medienberater
- Lars Weström (* 1971), Schauspieler
- Anja Bosy-Westphal (* 1972), Ökotrophologin, Ernährungsmedizinerin und Hochschullehrerin
- Sonja Dümpelmann (* 1972), Historikerin der Landschaftsarchitektur
- Oliver Held (* 1972), Fußballspieler
- Silke Schiller-Tobies (* 1972), politische Beamtin (Bündnis 90/Die Grünen)
- Kirstin Funke (* 1973), Politikerin (FDP), von 2009 bis 2012 Abgeordnete des Schleswig-Holsteinischen Landtags
- Daniel Günther (* 1973), Politiker (CDU), seit 2017 Ministerpräsident des Landes Schleswig-Holstein
- Günter Heberle (* 1973), Fußballspieler
- Felix Hinz (* 1973), Historiker, Geschichtsdidaktiker
- Bettina Kurth (* 1973), Schauspielerin und Hörspielsprecherin
- Clemens Möller (* 1973), Biophysiker und Hochschullehrer
- Francisco Copado (* 1974), Fußballspieler
- Torben Hoffmann (* 1974), Fußballspieler
- Andreas Korn (* 1974), Fernsehmoderator, Reporter, Journalist und Autor
- Karsten Lucke (* 1974), Politiker (SPD)
- Hauke Ritz (* 1975), Geschichtsphilosoph, Literatur- und Kulturwissenschaftler
- Kim Schmitz (* 1974), IT-Unternehmer und Hacker sowie Betrüger
- Sebastian Schultz (* 1974), Filmeditor, Regisseur und Drehbuchautor
- Miriam Staudte (* 1975), Politikerin (Bündnis 90/Die Grünen), niedersächsische Ministerin
- Malte Stieper (* 1974), Rechtswissenschaftler und Hochschullehrer
- Arne Jansen (* 1975), Jazzmusiker
- Kathrin Kirsch, geborene Messerschmidt (* 1975), Musikwissenschaftlerin, Hochschullehrerin
- Maja Köhn (* 1975), Zellbiologin und Hochschullehrerin
- Dennis Wilms (* 1975), Hörfunk- und Fernsehmoderator

#### 1976–2000

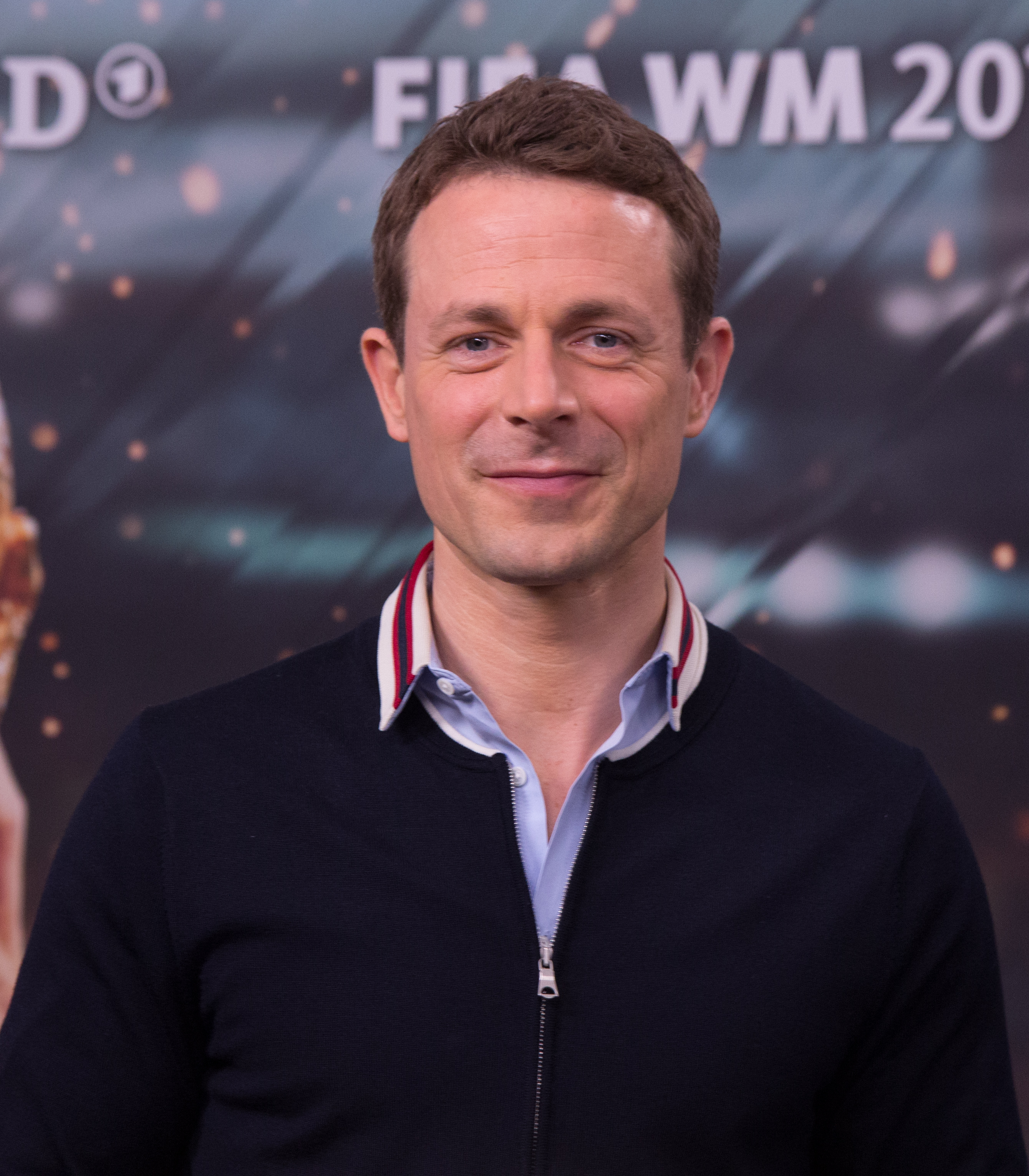
Alexander Bommes, Fernsehmoderator

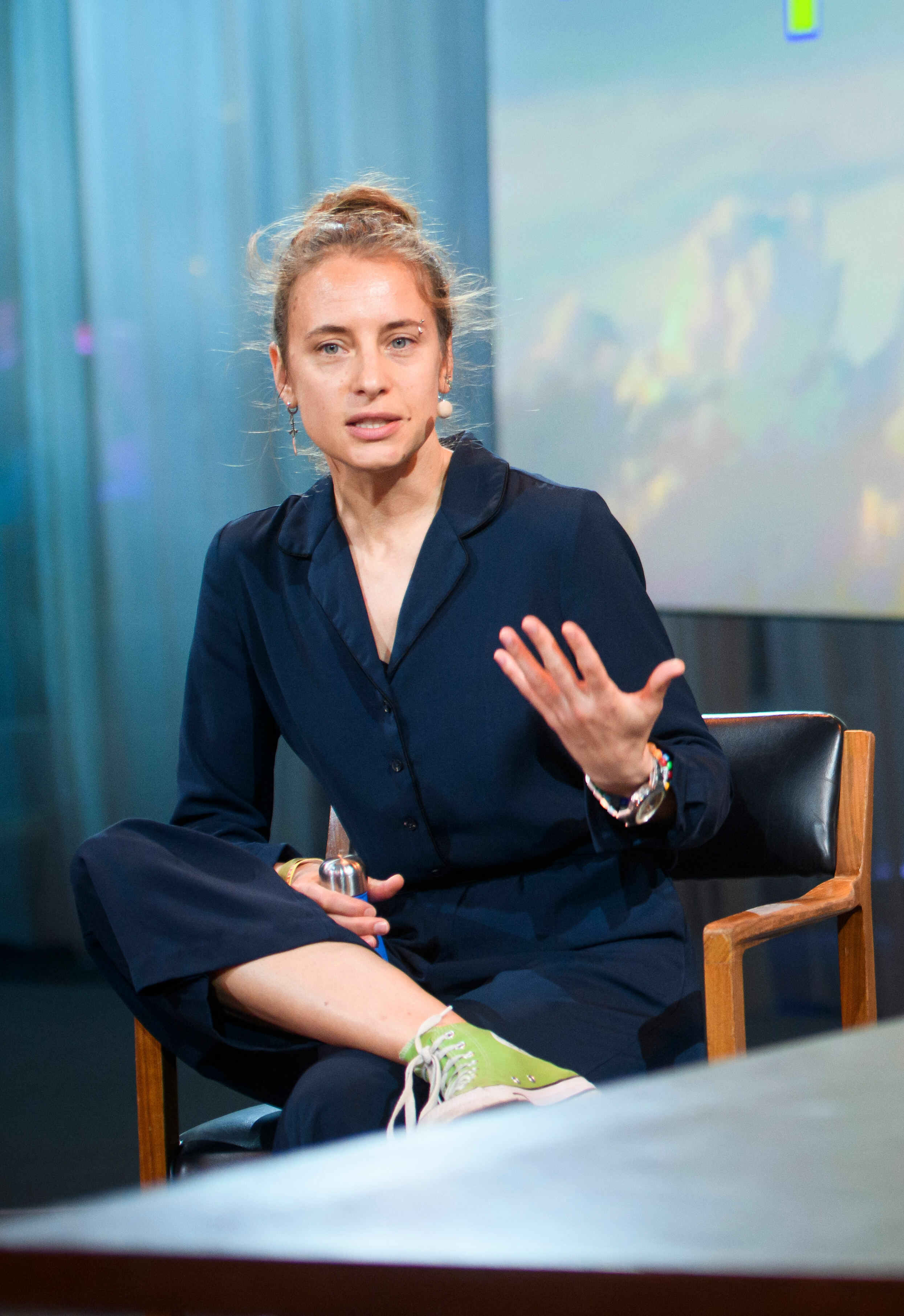
Friederike Otto, Klimawissenschaftlerin

- Alexander Bommes (* 1976), Handballspieler und Fernsehmoderator
- Fabian Klinck (* 1976), Jurist und Hochschullehrer
- Daniel Kramer (* 1976), Keyboarder und Musikproduzent
- Christoph Mager (* 1976), Jurist und Politiker (CDU), seit 2015 Landrat des Kreises Herzogtum Lauenburg
- Kjell Schneider (* 1976), Beachvolleyballspieler
- Nico Birnbaum (* 1977), Schauspieler
- Heiko Michels (* 1977), Theaterregisseur
- Alexander Schmidt (* 1977), Neurologe, Musiker und Hochschullehrer
- Ulrich Schnauss (* 1977), Musiker
- Barnt (* 1978; bürgerlich Daniel Ansorge), Musiker und DJ
- Kristof Hopp (* 1978), Badmintonspieler
- Matthias Badenhop (* 1979), Volkswirt und politischer Beamter (FDP)
- Stephan Katt (* 1979), Motorrad-Bahnrennfahrer
- Kristian Klinck (* 1979), Politiker, Mitglied des Deutschen Bundestages
- Antonia Michaelis (* 1979), Schriftstellerin
- Marie Kleinert (* 1980), Politikerin (Die Linke)
- David Klemperer (* 1980), Beachvolleyballspieler
- Geeske Banck (* 1981), Beachvolleyballspielerin
- Stefan Feddern (* 1981), Philologe
- Christian Lorenzen (* 1982), Improvisationsmusiker
- Harun Yildirim (* 1981), türkischer Schauspieler
- Friederike Otto (* 1982), Klimawissenschaftlerin Imperial College London
- Gökalp Özekler (* 1982), Profiboxer
- Friederike Schmitz (* 1982), Philosophin und Publizistin
- Bastian Henning (* 1983), Fußballspieler
- Diane Hunger (* 1983), klassische Saxophonistin und Hochschullehrerin
- Katharina Laß (* 1983), Radiomoderatorin
- Janka Oertel (* 1983), Politikwissenschaftlerin und Sinologin
- Kim Seidler (* 1983), Schauspielerin
- Hendrika Entzian (* 1984), Jazzmusikerin
- Frederik Hogrefe (* 1985), politischer Beamter (CDU)
- Johannes Hendrik Langer (* 1985), Schauspieler
- Marisa Hart (* 1986), Schriftstellerin
- Fin Bartels (* 1987), Fußballspieler
- Lisa Stick (* 1987), Jazzmusikerin
- Sidney Sam (* 1988), Fußballspieler
- Kevin Schulz (* 1988), Fußballspieler
- Tim-Philip Jurgeleit (* 1989), Handballspieler
- Malte Schwarz (* 1989), Basketballspieler
- Selim Aydemir (* 1990), Fußballspieler
- Steffen Bruhn (* 1990), Fußballspieler
- Morten Michelsen (* 1991), Handballtorwart
- Hengameh Yaghoobifarah (* 1991), Essayistin und Kolumnistin
- Robin Udegbe (* 1991), Fußballspieler
- Christopher Avevor (* 1992), Fußballspieler
- Patrick Hattenberg (* 1992), Schriftsteller, Lyriker, Fotograf und Psychologe
- Tamara Mazzi (* 1992), Lehrerin und Politikerin (Die Linke)
- Ferhat Yazgan (* 1992), Fußballspieler
- Anna Behlen (* 1993), Volleyball- und Beachvolleyballspielerin
- Rune Dahmke (* 1993), Handballspieler
- Anselm Hartmann (* 1993), Basketballspieler
- Tjark Müller (* 1993), Handballspieler
- Fynn Ranke (* 1993), Handballspieler
- Joshua Bluhm (* 1994), Bobsportler
- Tobias Fölster (* 1994), Fußballspieler
- Moritz Krieter (* 1994), Handballspieler
- Laurynas Kulikas (* 1994), Fußballspieler
- Yasmin Saleh (* 1994), Schauspielerin, Sängerin und Regisseurin
- Wiebke Winter (* 1996), Politikerin
- Michaela Brandenburg (* 1997), Fußballspielerin
- Leonie Körtzinger (* 1997), Volleyball- und Beachvolleyballspielerin
- Fabian Reese (* 1997), Fußballspieler
- Laura Freigang (* 1998), Fußballspielerin
- Phillip Menzel (* 1998), Fußballtorwart
- Hille Norden (* 1998), Schauspielerin und Filmemacherin
- Milan Sievers (* 1998), Volleyball- und Beachvolleyballspieler
- Noah Awuku (* 2000), Fußballspieler
- Selina Cerci (* 2000), Fußballspielerin
- Vivien Ciskowski (* 2000), Schauspielerin
- Sven Ehrig (* 2000), Handballspieler

### 21. Jahrhundert
- Cecilie Bjerre (* 2001), dänische Handballspielerin
- Lotta Heider (* 2002), Handballspielerin
- Philip Saggau (* 2002), Handballspieler
- Jesper Schmidt (* 2002), Handballspieler
- Momme Lorenz (* 2003), Volleyball- und Beachvolleyballspieler
- Magnus Bierfreund (* 2004), Handballspieler
- Benjamin Koppke (* 2005), Basketballspieler
- Ben Szilágyi (* 2006), österreichischer Handballspieler

## Persönlichkeiten, die in Kiel gelebt und gewirkt haben
Folgende Persönlichkeiten sind nicht in Kiel geboren, haben aber in der Stadt gelebt und gewirkt.

### Bis 1900

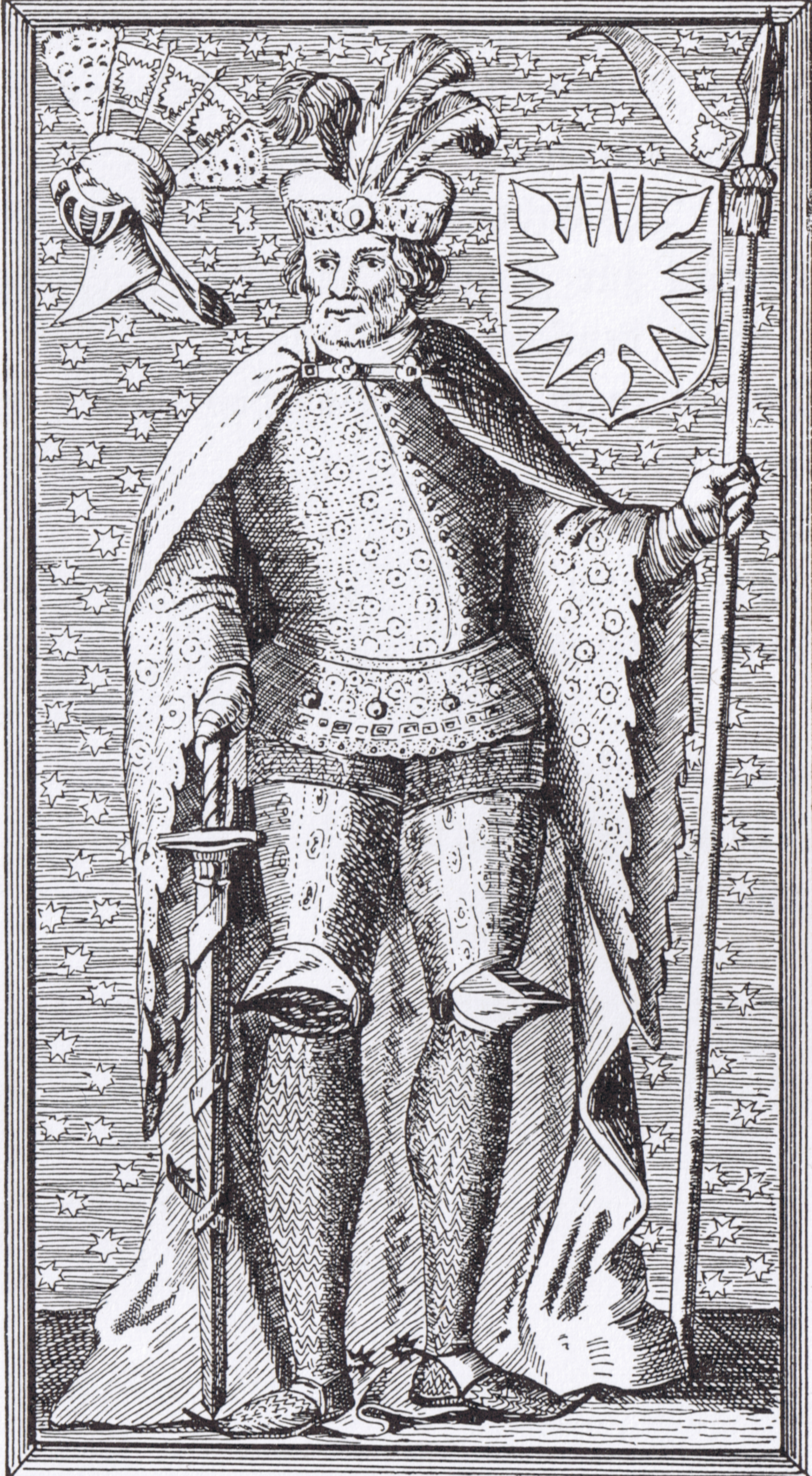
Adolf IV. (vor 1205 – 1261)

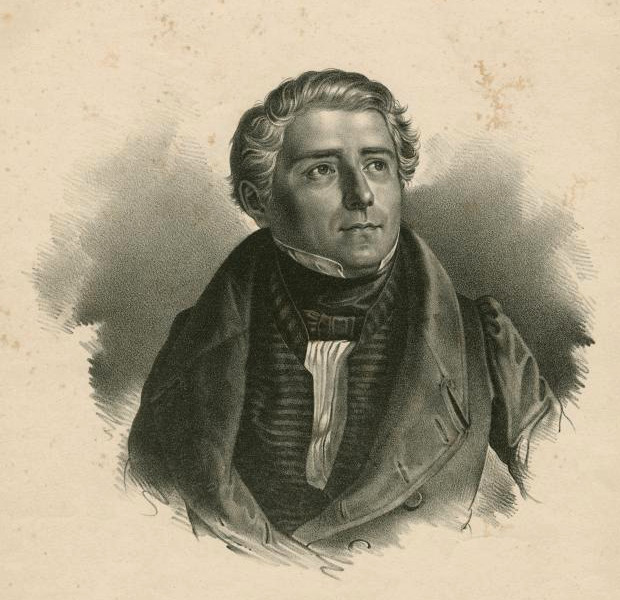
Carl Loewe (1796–1869)

- Adolf IV. (vor 1205 – 1261), Edler Herr von Schauenburg, Graf von Holstein und Stormarn, Gründer Kiels
- Henricus de Culmine (ca. 1240–1351), Scholastikus, Gründer und 1. Rektor der Kieler Gelehrtenschule
- Johann II. (1253–1321), Graf von Holstein-Kiel
- Christian Johann Berger (1724–1789), Professor für Medizin, Chirurgie und Hebammenkunst
- Henriette Friederica Elend (1741–1808), Gründerin des Kieler Klosters
- Jacob Christoph Rudolph Eckermann (1754–1837), evangelischer Theologe, Hochschullehrer und Rektor der Universität Kiel
- Johann Georg Fock (1757–1835), deutschsprachiger dänischer evangelisch-lutherischer Theologe
- August Christian Niemann (1761–1832), Forstwissenschaftler, Staatswissenschaftler und Schriftsteller
- Claus Harms (1778–1855), lutherischer Pastor
- Sophie Anna von Reventlow (1778–1853), Malerin
- Niels Nikolaus Falck (1784–1850), Jurist, Historiker und Staatsmann
- Peter Willers Jessen (1793–1875), Psychiater
- Georg Friedrich Witte (1799–1865), Stadtsyndikus und Appellationsgerichtsrat
- Carl Loewe (1796–1869), Komponist
- Marcus Schlichting (1804–1875), Lehrer und Politiker
- Ernst Friedlieb (1805–1866), Jurist und Hochschullehrer
- Leopold Friedrich Witt (1811–1890), Theaterkapellmeister, Opern- und Theaterdirektor und Komponist
- Christian von Stemann (1816–1882), Jurist und Diplomat
- Klaus Groth (1819–1899), niederdeutscher Dichter
- Andreas Detlef Jensen (1826–1899), evangelisch-lutherischer Geistlicher, Generalsuperintendent für Holstein
- Helene Ross (1827–1911), Malerin
- Albert Hänel (1833–1918), Jurist, Staatsrechtler und liberaler Politiker
- August Sartori (1837–1903), Schiffsmakler, Reeder und Kommunalpolitiker
- Hermann Struckmann (1839–1922), Oberlandesgerichtsrat in Kiel (1884–1907)
- Arnold Heller (1840–1913), Pathologe und Anatom, Professor an der Christian-Albrechts-Universität
- Stephan Heinzel (1841–1899), Politiker
- Elise Prehn (1848–1918), Blumenmalerin
- Richard Aschenborn (1848–1935), Vizeadmiral
- Hans Andrae (1849–1926), Richter am Landgericht Kiel
- Gustav Adolf Neuber (1850–1932), Chirurg, Begründer der Asepsis
- Karl Ascher (1851–1940), Konteradmiral
- Lilla Pauline Emilie Gäde (1852–1932), Malerin
- Fanny Stresow (1853–nach 1930), Malerin
- Ferdinand von Spee (1855–1937), Anatom
- Ferdinand Tönnies (1855–1936), Begründer der deutschen Soziologie
- Wilhelm Poller (1860–1935), Polizeipräsident und Politiker
- Franz Lemke (1862–1925), Konteradmiral (Ing.)
- Georg Hartmann (1862–1936), Generalintendant
- Heinrich Schröder (1863–1937), Sprachwissenschaftler, Lehrer, Gründer der Germanisch-Romanischen Monatsschrift
- Clarita Beyer (1864–1929), Malerin
- Sophie Kleinfeller-Pühn (1864–1931), Genremalerin
- Gustav Jenner (1865–1920), Komponist und Dirigent
- Johann Lubinus (1865–1937), Orthopäde und Begründer der Privatklinik
- Otto Mensing (1868–1939), Sprachforscher
- Paul Wassily (1868–1951), Arzt, Maler und Kunstsammler
- Moritz von Obernitz (1869–1958), Konteradmiral
- Hermann Anschütz-Kaempfe (1872–1931), Erfinder des Kreiselkompasses
- Walter Holtzapfel (1872–1917), Korvettenkapitän
- Julius Mugler (1872–1933), Marine-Oberbaurat und Maschinenbau-Betriebsdirektor
- Otto Kähler (1875–1955), Rechtsanwalt und Notar, Rechtshistoriker
- Bertha Dörflein-Kahlke (1875–1964), Malerin
- Adolf Pfeiffer (1876–1961), Vizeadmiral
- Otto Diels (1876–1954), Nobelpreis für Chemie 1950
- Alexander Behm (1880–1952), Erfinder des Echolots
- Karl Heinrich Hecht (1880–1961), Physiker
- Heinrich Hansen (1881–1955), Architekt
- Margrethe Klenze (1881–1977), Malerin
- Hans Geiger (1882–1945), Mitentwickler des nach ihm benannten Geigerzählers
- Frauke Missfeldt-Bünz (1882–1976), Malerin
- Lilli Martius (1885–1976), Kunsthistorikerin, Kustos der Kieler Kunsthalle
- Friedrich Wendel (1886–1960), Autor und Leiter der Buchgemeinschaft „Der Bücherkreis“
- Thomas Otto Achelis (1887–1967), Studienrat a. D., Historiker und Autor
- Ruth Parnitzke (1889–1975), Malerin
- Wilhelm Schweizer (1890–1958), Politiker (SPD, USPD), Beteiligter des Kieler Matrosenaufstandes
- Paul Fenn (1891–1976), Kapitän zur See und Direktor in Kiel
- Edgar Rabsch (1892–1964), Musikpädagoge und Komponist
- Karl-Conrad Mecke (1894–1982), Kapitän zur See
- Peter Jeschke (1895–1979), Rechtsanwalt und Kommunalpolitiker, Stadtpräsident von Kiel
- Hans Schanzara (1897–1984), Opernsänger, Regisseur, Komponist

### Ab 1901

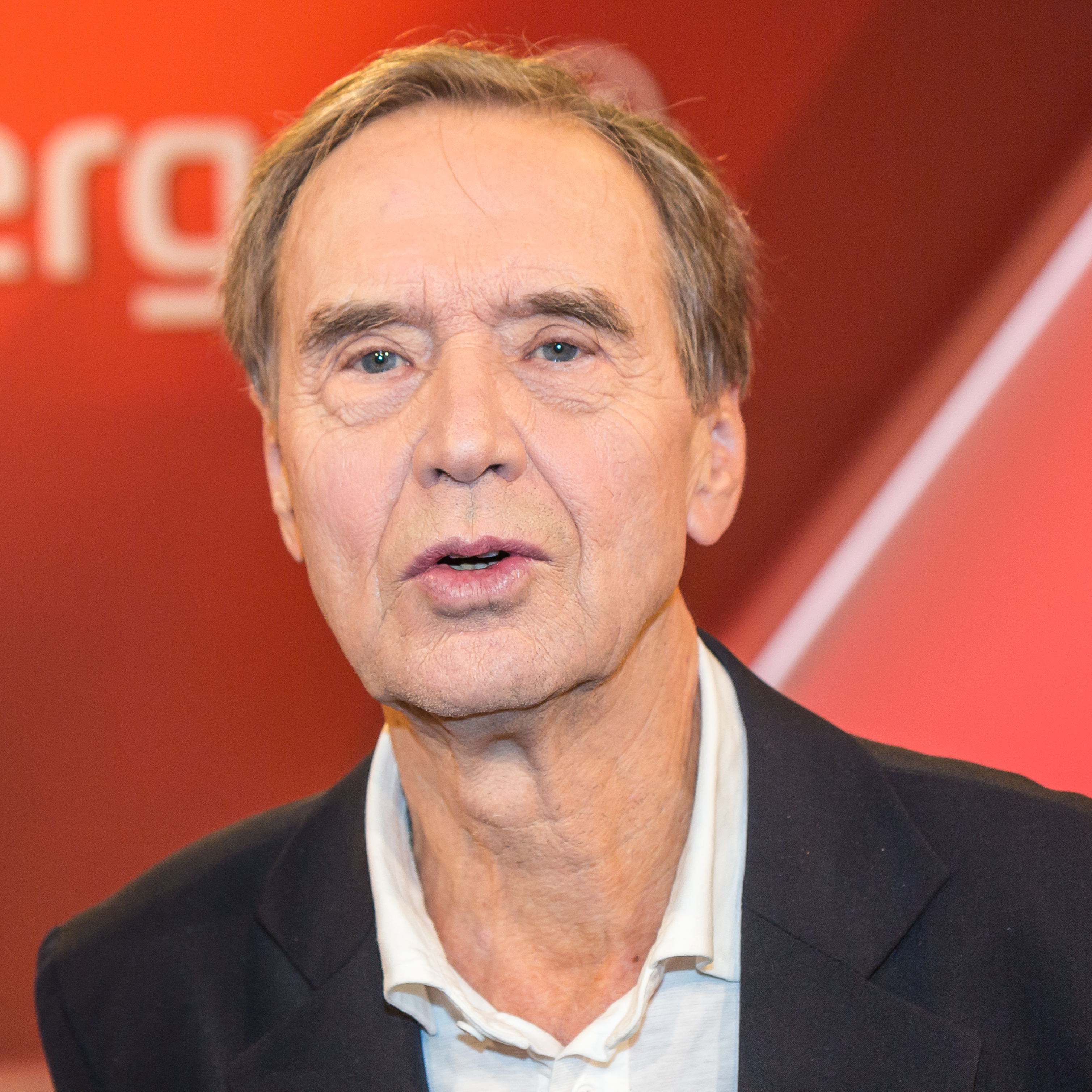
Wolf von Lojewski (* 1937)

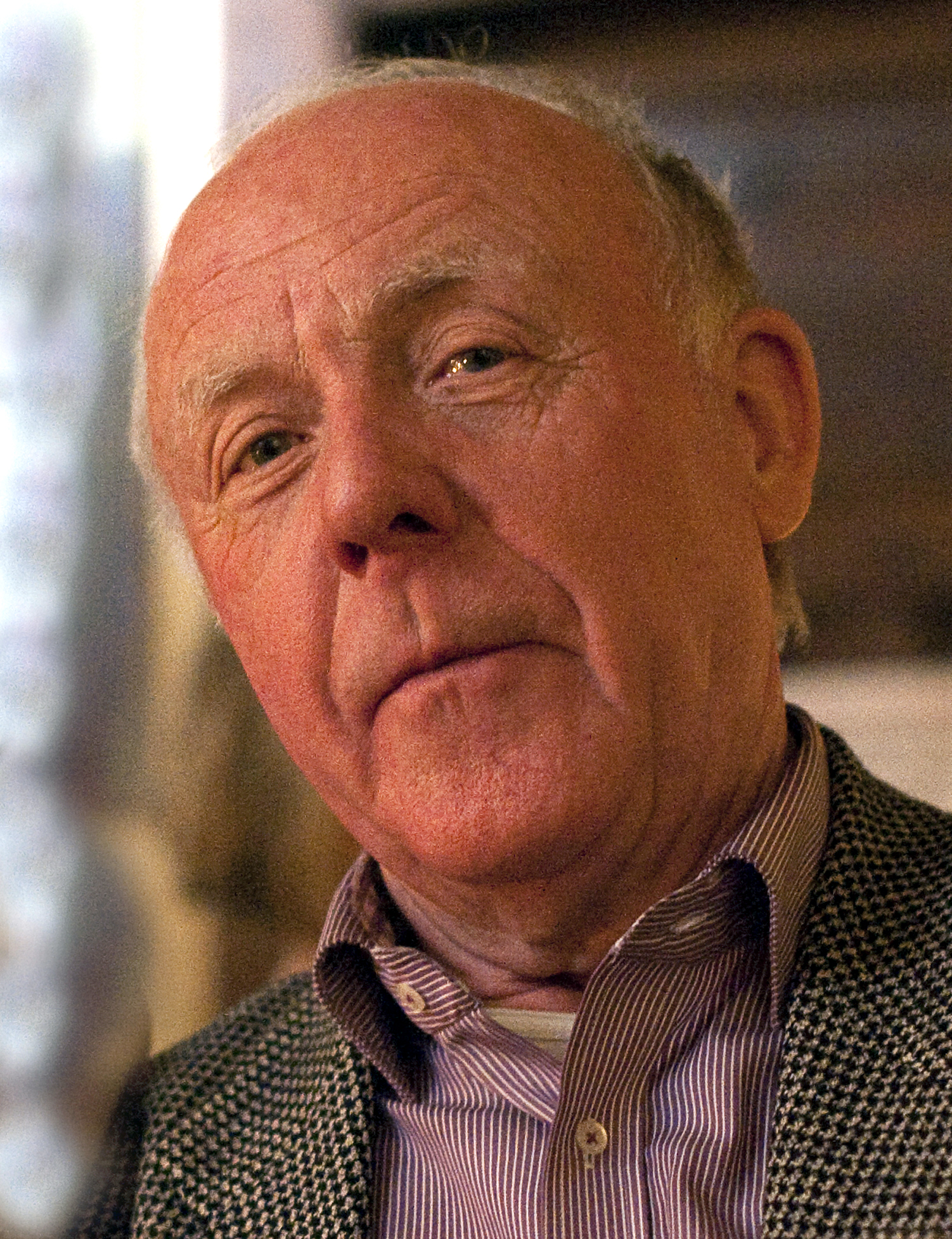
Ulrich Behl (1939–2021)

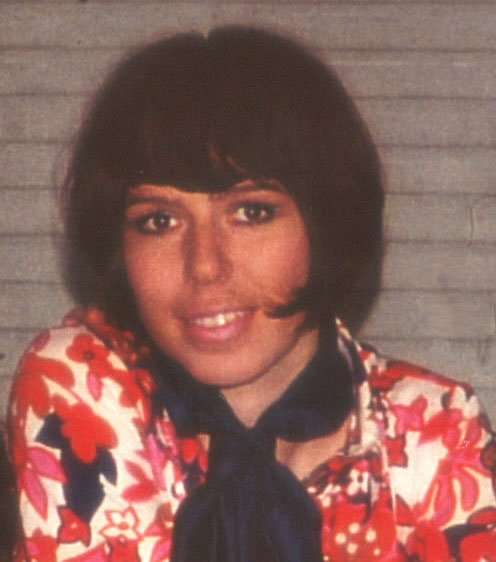
Alexandra (1942–1969)

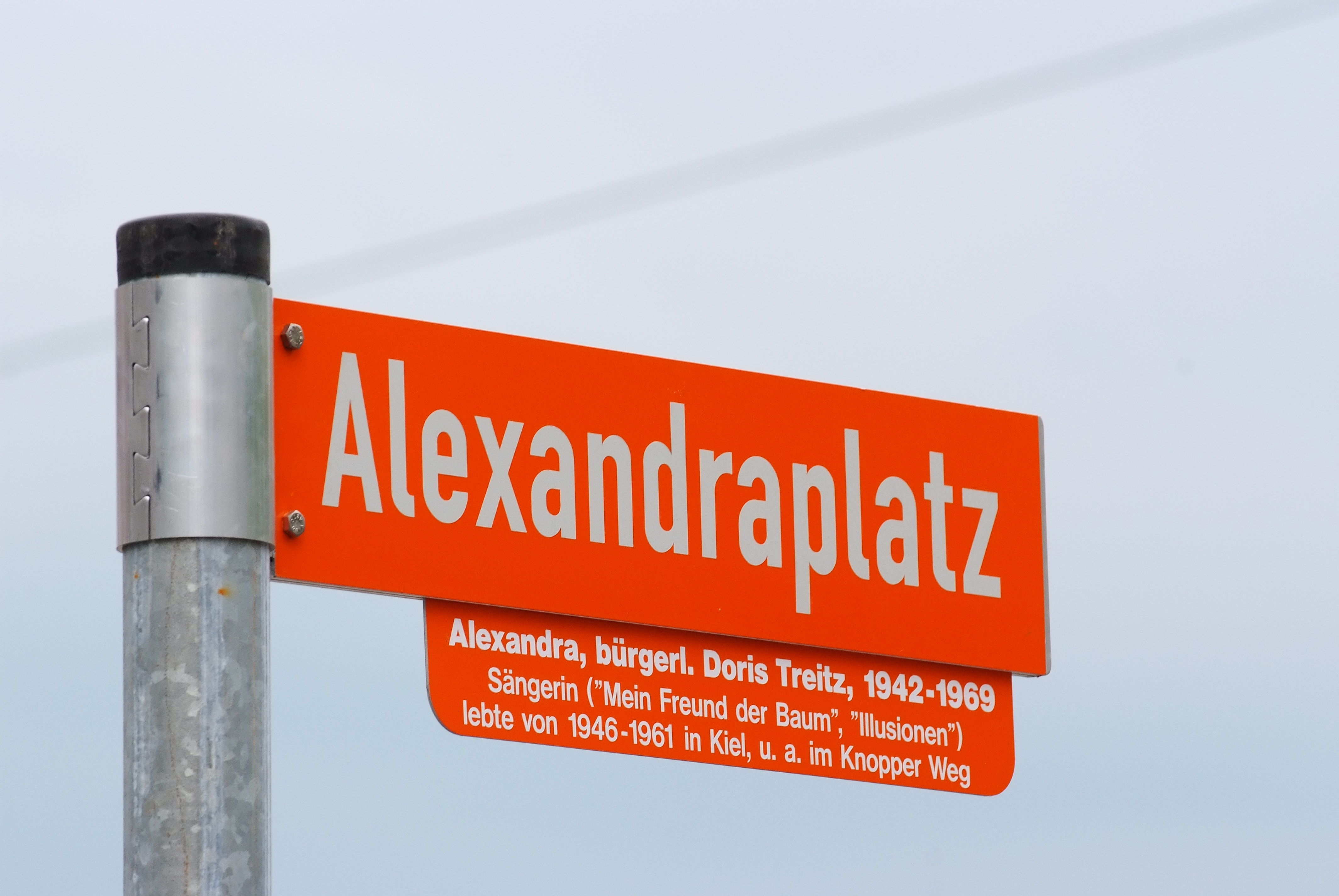
Nach Alexandra ist in Kiel-Ravensberg ein Platz benannt

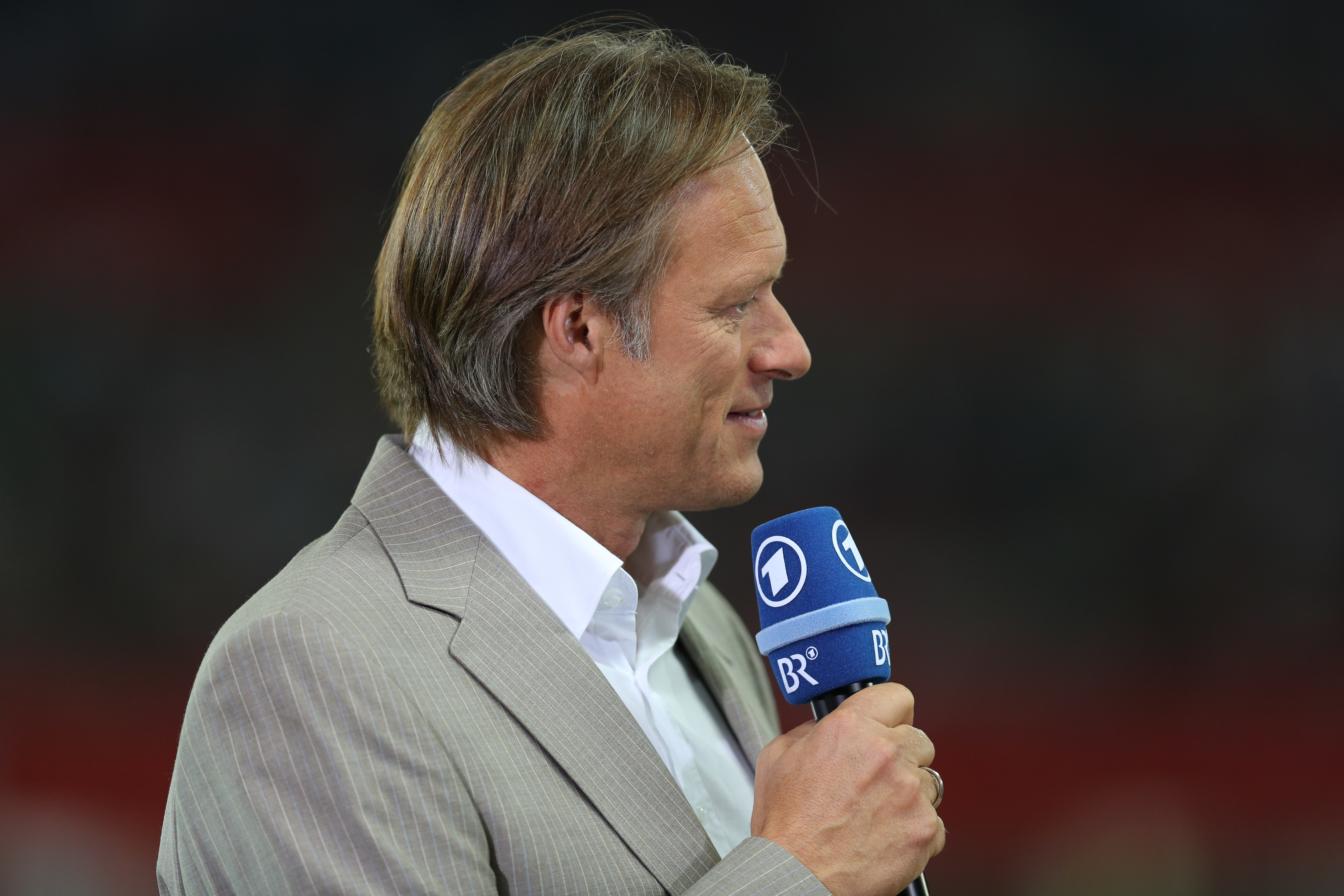
Gerhard Delling (* 1959)

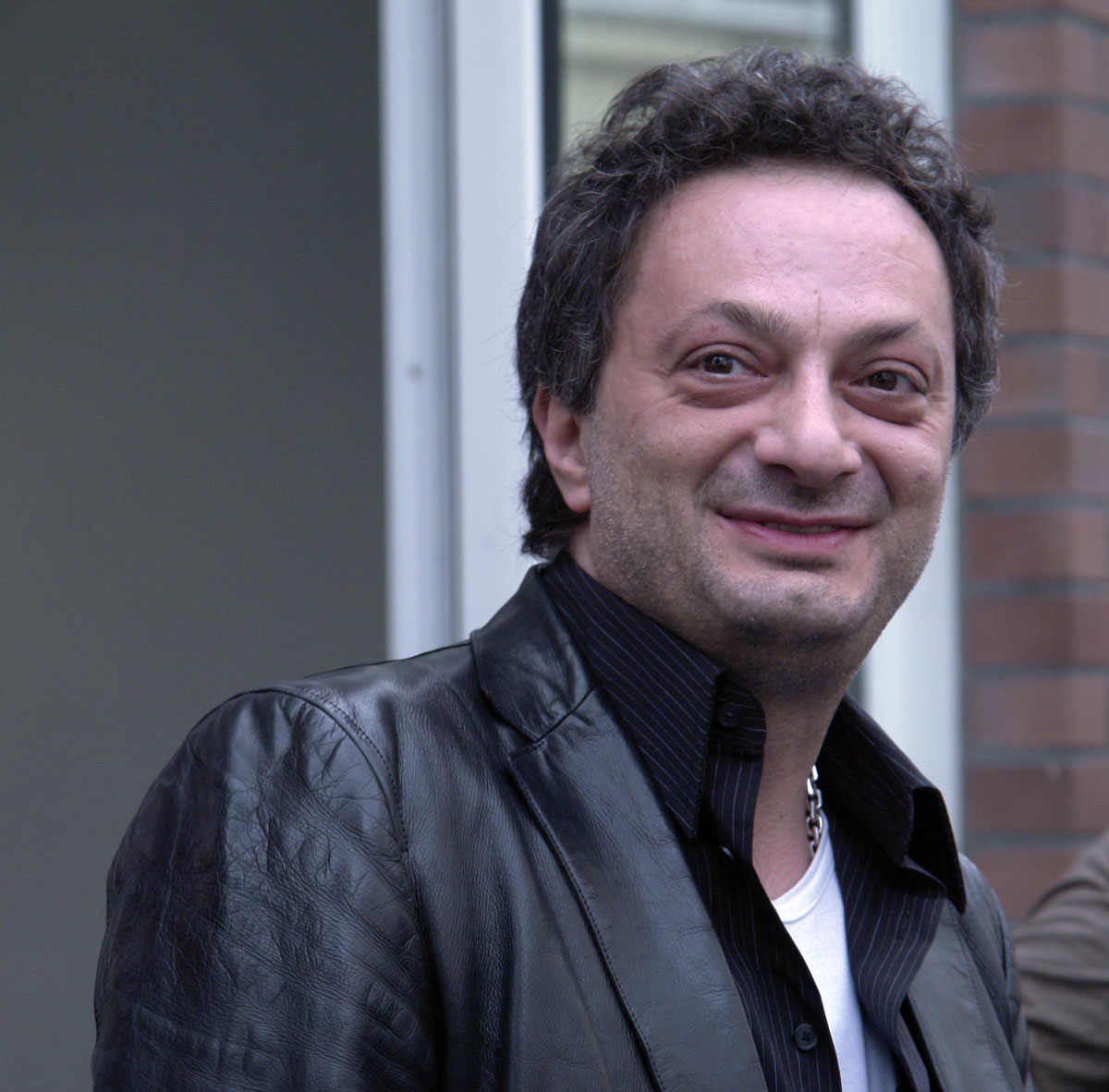
Feridun Zaimoglu (* 1964)

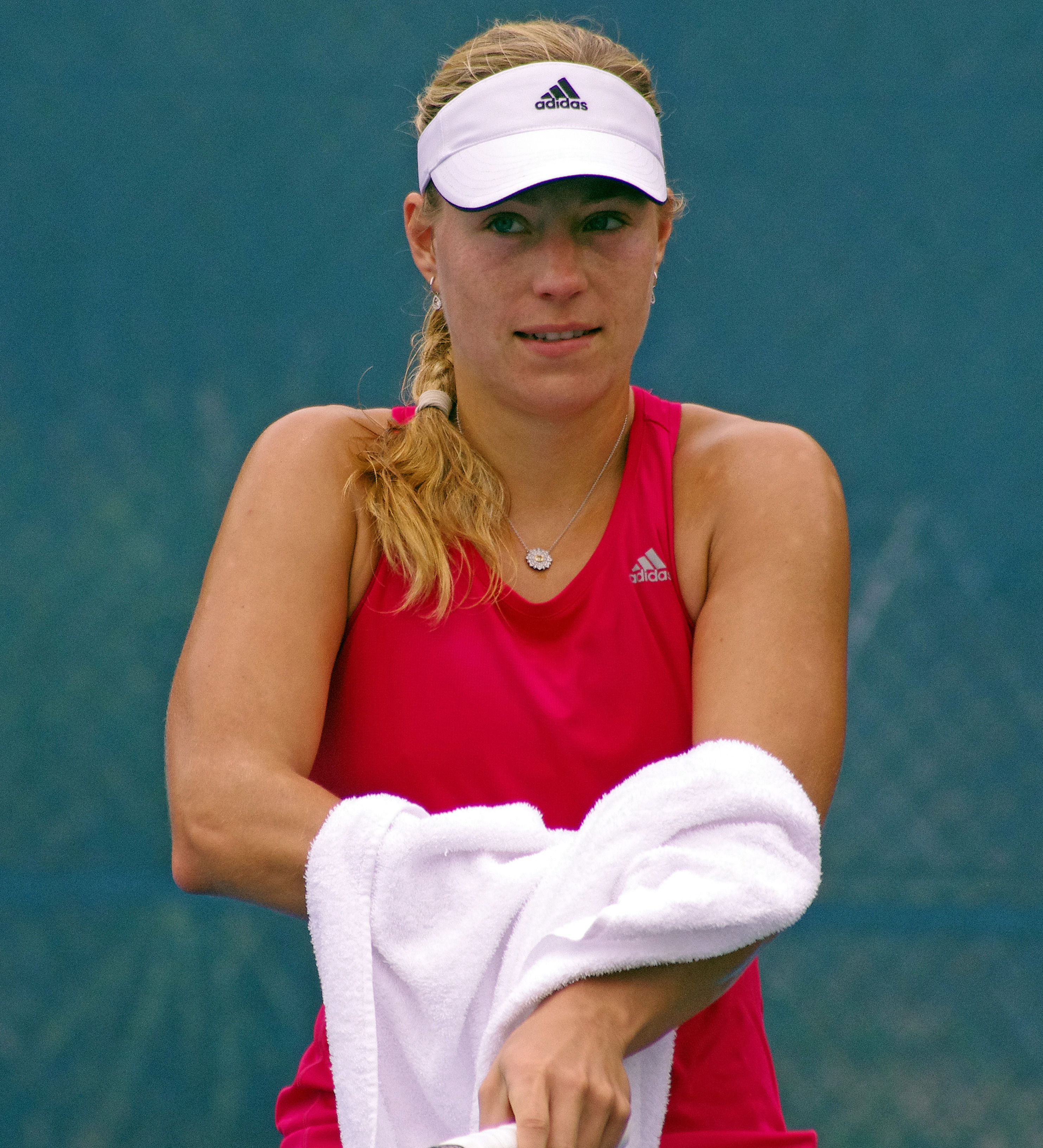
Angelique Kerber (* 1988)

- Wilhelm Struve (1901–1982), Landwirt und Politiker (NSDAP)
- Gerhardt Böhmig (1901–1994), Oberregierungsrat und in der Kieler Schifffahrtsverwaltung
- Rudolf Hell (1901–2002), Erfinder u. a. des Hellschreibers
- Clara Ebers (1902–1997), Opernsängerin (Sopran)
- Unica Bachmann-Calcoen (1904–1986), Porträt- und Tiermalerin
- Robert Juza (1904–1996), Chemiker und Hochschullehrer
- Annik Saxegaard (1905–1990), Schriftstellerin
- Otti Zacharias (1906–1981), Fotografin
- Franziska Hamann (1907–1981), Malerin und Karikaturistin
- Alfred Kranzfelder (1908–1944), Korvettenkapitän, Widerstandskämpfer vom 20. Juli 1944, Lehroffizier an der Marineartillerieschule
- Wilhelm Neveling (1908–1978),  Architekt, der nach dem Zweiten Weltkrieg bedeutenden Anteil am Wiederaufbau der Stadt hatte.
- Anni Wadle (1909–2002), Kommunistin und Widerstandskämpferin gegen den Nationalsozialismus
- Hans Hermann Henseleit (1911–1997), Journalist und Kunstsammler, Ehrenprofessor des Landes Schleswig-Holstein
- Hermann Schäfer (1911–1977), Musikdirektor, Komponist und Dirigent; wirkte von 1940 bis 1963 in Kiel
- Hans Krüger (1912–1970), SS-Hauptsturmführer
- Wolfgang Tischler (1912–2007), Zoologe und Tier-Ökologe, Professor an der Christian-Albrechts-Universität
- Werner Winter (1912–1972), Kapitän zur See der Bundesmarine, u. a. Standortkommandant Kiel
- Margret Knoop-Schellbach (1913–2004), Malerin
- Thomas Viktor Adolph (1914–1997), Journalist und Direktor des NDR-Landesfunkhauses Kiel
- Gerd Sannemüller (1914–2008), Philosoph
- Murkel Charlotte Schuberth (1914–2000), Malerin
- Otto Schlenzka (1919–2015), Segelsport-Funktionär
- Hans Blumenberg (1920–1996), Komponist, Pianist und Musikwissenschaftler
- Wolfgang Gaschütz (1920–2016), Mathematiker, Professor an der Christian-Albrechts-Universität
- Käthe Maas-Belker (1920–2002), Opernsängerin (Sopran)
- Lotte Brügmann-Eberhardt (1921–2018), Schriftstellerin
- Hans Feldigl (1921–1990), Dirigent, Chorleiter, Kapellmeister
- Karl Lennert (1921–2012), Pathologe
- Hans-Peter Jensen (1921–2000), Neurochirurg
- Hans-Wilhelm Birker (1923–1995), Admiralarzt
- Heinz-Georg Sievers (1923–2007), Arzt und Handballspieler
- Hans Peter Jürgens (1924–2018), Marinemaler und Autor
- Arnold Finck (1925–2016), Agrarwissenschaftler, Professor an der Christian-Albrechts-Universität
- Alfred Vökt (1926–1999), Opern-, Konzertsänger (Tenor)
- Alexander Bernhard (1927–2024), Chirurg, Professor an der Christian-Albrechts-Universität
- Hanskarl Müller-Buschbaum (1931–2016), Chemiker, Professor an der Christian-Albrechts-Universität
- Klaus Murmann (1932–2014), Unternehmer
- Manfred Jessen-Klingenberg (1933–2009), Landeshistoriker, Honorarprofessor an der Christian-Albrechts-Universität
- Gertraude Nath-Krüger (1933–2016), Malerin und Grafikerin
- Gerold Siedler (* 1933), Physiker und Ozeanograph, Professor an der Christian-Albrechts-Universität zu Kiel
- Hubert Speidel (* 1934), Psychosomatiker, Nervenarzt, Psychoanalytiker, Professor an der Christian-Albrechts-Universität zu Kiel
- Luise Wulff (1935–1993), Grafikerin und Illustratorin
- Eberhard Oertel (1937–2019), Kieler Maler und Kunsterzieher
- Wolf von Lojewski (* 1937), Fernseh-Journalist
- Gerhard Lagaly (* 1938), Chemiker, Professor an der Christian-Albrechts-Universität
- Sievert Lorenzen (1938–2023), Zoologe, Professor an der Christian-Albrechts-Universität
- Ulrich Behl (1939–2021), Zeichner, Grafiker, Objektkünstler, Vertreter der Konkreten Kunst
- Rolf Johanning (* 1940), Gewerkschaftler und ehemaliger Kommunalpolitiker [SPD]. Von 1978 bis 1982 Stadtpräsident
- Gorm Grimm (1941–2008), Suchtmediziner
- Alexandra (1942–1969), Sängerin
- Dieter-Jürgen Mehlhorn (1942–2022), Architekt, Stadtplaner und  Hochschullehrer
- Heide Simonis (1943–2023), Politikerin (SPD), MdB, 1993–2005 Ministerpräsidentin von Schleswig-Holstein
- Zvonimir Serdarušić (* 1950), Handballspieler und Handballtrainer
- Markus Dentler (* 1953), Theaterschauspieler, Theaterregisseur und Theaterleiter
- Rolf Fischer (* 1954), Politiker (SPD), MdL, Staatssekretär, Autor
- Ewald Schnug (* 1954), Agrarwissenschaftler, Hochschullehrer und Forscher, Ehren-Präsident des Internationalen Wissenschaftlichen Zentrums für Düngung (CIEC)
- Jürgen Weber (* 1955), Politiker (SPD) MdL, Historiker
- Gerhard Delling (* 1959), Sportreporter
- Uwe Schwenker (* 1959), Handballspieler, Handballfunktionär
- Peter Müller (* 1961), Journalist, Autor und Unternehmer
- Torsten Albig (* 1963), Politiker (SPD), 2012–2017 Ministerpräsident von Schleswig-Holstein
- Arne Körtzinger (* 1963), Chemiker, Meeresforscher und Hochschullehrer
- Feridun Zaimoglu (* 1964), Schriftsteller
- Stefanie Heiden (* 1966), Wissenschaftlerin
- Christopher Ecker (* 1967), Schriftsteller
- Jens Raschke (geboren 1970), Kindertheatermacher (Dramaturg, Theaterregisseur, Festivalkurator) und Autor
- René Schoemakers (* 1972), Bildender Künstler
- Özlem Ünsal (* 1974), Politikerin (SPD), MdL, Senatorin für Bau, Mobilität und Stadtentwicklung des Landes Bremen
- Christoph Semmler (* 1980), Fußballspieler
- Patrick Ebert (* 1987), Fußballspieler
- Nedim Hasanbegović (* 1988), Fußballspieler
- Angelique Kerber (* 1988), Tennisspielerin
- Ole Werner (* 1988), Fußballtrainer
- Zara Zerbe (* 1989), Schriftstellerin
- Lasse Petersdotter (* 1990), Politiker (B90/Die Grünen)
- Aminata Touré (* 1992), Politikerin (B90/Die Grünen)